# Иерусалим
Иерусали́м (ивр. יְרוּשָׁלַיִם‎ Йерушала́(й)им слушатьо файле, араб. القُدس‎ аль-К̣удс слушатьо файле, أورشليم‎ Ӯршалӣм (Ӯрушалӣм), أورشليم القدس‎, Ӯршалӣм-аль-К̣удс) — город на Ближнем Востоке, столица Израиля и де-юре столица Государства Палестина. Вопрос о принадлежности Восточного Иерусалима остаётся спорным и оспаривается многими международными организациями. Расположен на плато в Иудейских горах на водоразделе между Средиземным и Мёртвым морями, на высоте 650—840 метров над уровнем моря. Климат средиземноморский, с жарким, сухим летом и мягкой, влажной зимой. Город является священным для трёх крупнейших авраамических религий — иудаизма, христианства и ислама. Населён представителями множества национальных и этнических групп, и религиозных деноминаций. Численность населения Иерусалима (без пригородов) на начало 2020 года — 936 425 жителей.
23 января 1950 года Кнессет (Израильский парламент) провозгласил Иерусалим столицей Государства Израиль. С 1967 года в результате Шестидневной войны Израиль стал контролировать всю территорию города — как Западный Иерусалим, так и Восточный. В 1980 году Кнессет провозгласил Иерусалим единой и неделимой столицей Израиля. Израильский суверенитет над восточной частью города и статус всего Иерусалима как столицы Израиля не признаны значительной частью международного сообщества, которое относится к Восточному Иерусалиму как к палестинской территории, оккупированной Израилем. Статус Иерусалима остаётся одной из центральных тем палестино-израильского конфликта.
Иерусалим является одним из древнейших городов мира: первые поселения датируются IV тысячелетием до н. э. В XI веке до н. э. основанный и населённый иевусеями город был завоёван евреями и провозглашён столицей Израильского царства, а с X века до н. э. — Иудейского. После распада Римской империи Иерусалим отошёл к Византии. С этого момента начинается христианизация города. C захватом в 639 году арабским халифом Умаром ибн Хаттабом город начинает приобретать мусульманский облик. В 1099—1187 и 1229—1244 годах Иерусалим был под властью крестоносцев.
В 1538 году при Сулеймане Великолепном вокруг Иерусалима были построены стены. Сегодня эти стены определяют границы Старого города, который традиционно разделяется на четыре квартала, известные с начала XIX века как Еврейский, Христианский, Армянский и Мусульманский кварталы. В 1981 году Старый город стал объектом Всемирного наследия, и включён в Список всемирного наследия, находящегося под угрозой. Современный Иерусалим разросся далеко за пределы границ Старого города.
Исторически в основе экономики города лежит его привлекательность для паломников и светских туристов, однако всё большую роль в экономике Иерусалима играют современные высокотехнологичные предприятия. В Иерусалиме также расположены многие художественные и культурные площадки, в том числе всемирно известный Музей Израиля. Город является государственным телерадиовещательным центром страны. Основанный в 1918 году Еврейский университет в Иерусалиме входит в первые две сотни лучших учебных заведений мира.

## Этимология

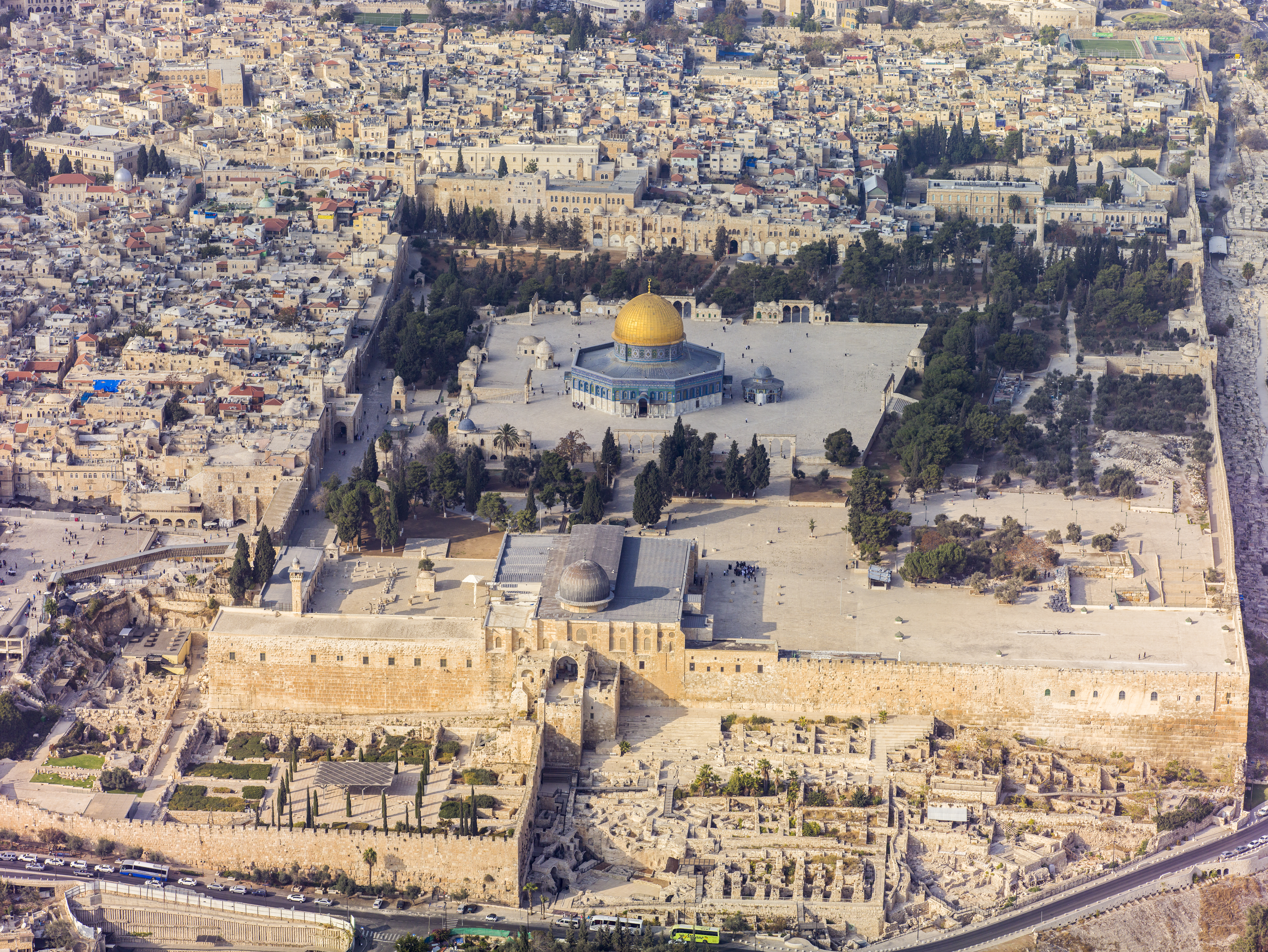
Храмовая гора с высоты.

Город впервые упоминается в египетских источниках XIX—XVIII вв. до н. э. как Рушалимум, в Эль-Амарнских письмах XIV в. до н. э. — как Урусалим, и в анналах Синаххериба (конец VIII в. до н. э.) — как Урсалимму. Самое раннее внебиблейское ивритское написание слова «Иерусалим» датируется шестым или седьмым веком до н. э. и было обнаружено в 1961 г. в Хурбат-Бейт-Лойя около Бейт-Гуврина. Надпись гласит: «Я есть Яхве, Бог твой, приму Я города Иудеи и избавлю Я Иерусалим», или, как предлагают другие исследователи: «Яхве есть Бог всей земли. Горы Иудеи принадлежат Ему, Богу Иерусалима».
Этимологически название «Иерусалим» (Ирушалем), согласно различным источникам, происходит от значения «основанный (шумерское йеру — „поселение“ / семитское ири, иарах — „основывать, закладывать краеугольный камень“) Шалимом (Шалим, или Шулману — западносемитское божество)». Таким образом, изначально — в Бронзовом веке — Шалим был божеством — покровителем города. В западносемитской мифологии Шалимму было именем бога вечерней зари и благополучия. В основе этого имени лежит тот же корень .ש.ל.מ (Ш-Л-М), от которого происходит ивритское слово «мир» (шалом, или салам в современном арабском). Таким образом, это название легко стало объектом таких этимологизаций, как «Город мира», «Обиталище мира», «Основанный в безопасности» или, как вариант у некоторых христианских авторов, «Видение мира».
В Торе принято написание ירושלם (в огласованном варианте — יְרוּשָׁלַםִ), а в арамейских частях Библии принято ירושלם (огласованный вариант — ירְוּשְׁלֵם). Эта форма впервые появляется в Книге Иисуса Навина. В Торе также встречаются названия Шалем (ханаанский Иерусалим до завоевания страны израильтянами), Йевус — по имени народа иевусеев, владевших городом до завоевания Давидом (напр., Судьи 19:10: יְבוּס, הִיא יְרוּשָׁלִָ: «Иевус, он [есть] Иерусалим») и Цион («Сион»), под которым первоначально подразумевалась лишь крепость иевуситского города, однако позже стало означать город в целом и символизировать библейскую Землю Израиля. Завоевав Иевус, Давид переименовал его в Город Давида, и в древности город был известен под этим названием.
В мидрашах название обычно связывается со словом שלם (шалем — «цельный»); в раввинистической литературе оно также связывается с ירושה (йеруша — «наследие, завещание»). Согласно Мидрашу, форма Йерушалем или Йерушалаим также является комбинацией Яхве Йир’э («Бог присмотрит (за ним)» — имя, данное Авраамом месту, в котором он приступил к жертвоприношению своего сына) — и названия города Шалем.
Окончание -аим указывает на двойственность. Вероятно, название приобрело форму, совпадающую с формой двойственного числа на древнееврейском, по аналогии с названиями других городов Иудеи. Есть также предположение, что название Йерушалаим связано с тем фактом, что город расположен на двух холмах. Тем не менее произношение последнего слога как -аим представляется позднейшей модификацией, которой во времена Септуагинты ещё не существовало.
В греческом и латинском языках название города транслитерировалось как Гиеросо́лима (греч. Ιεροσολυμα, лат. Hierosolyma), что ассоциируется со святостью города — в греческом ἱερός (hierós) означает «святой». После разрушения Иерусалима римлянами вновь построенный город получил название «Элия Капитолина» — в честь императора Адриана и Капитолийской триады.
В мусульманских источниках первоначальное название Иерусалима — Илия — впоследствии стало связываться со святостью: Мадина Байт ал-Макдис («город Храма»), а затем просто Байт ал-Макдис («Храм»). В X веке в арабском языке закрепилось заимствованное из древнееврейского название Урушалим с эпитетом ал-Кудс (القُدس, «святость», «святой»: Байт ал-Кудс — «святой Храм» или Мадина ал-Кудс — «Святой город»). Официальная политика израильского правительства предписывает, чтобы в качестве арабского наименования города, в сочетании с القُدس, использовалось أُورُشَلِيمَ, транслитерируемое как Уршалим — термин, родственный ивритскому и английскому наименованиям أُورُشَلِيمَ-القُدس. Семьи палестинских арабов, происходящие из этого города, часто называются кудси или макдиси, в то время как палестинские мусульмане-иерусалимиты могут использовать эти термины как этнохороним.

## История Иерусалима

### Древний период

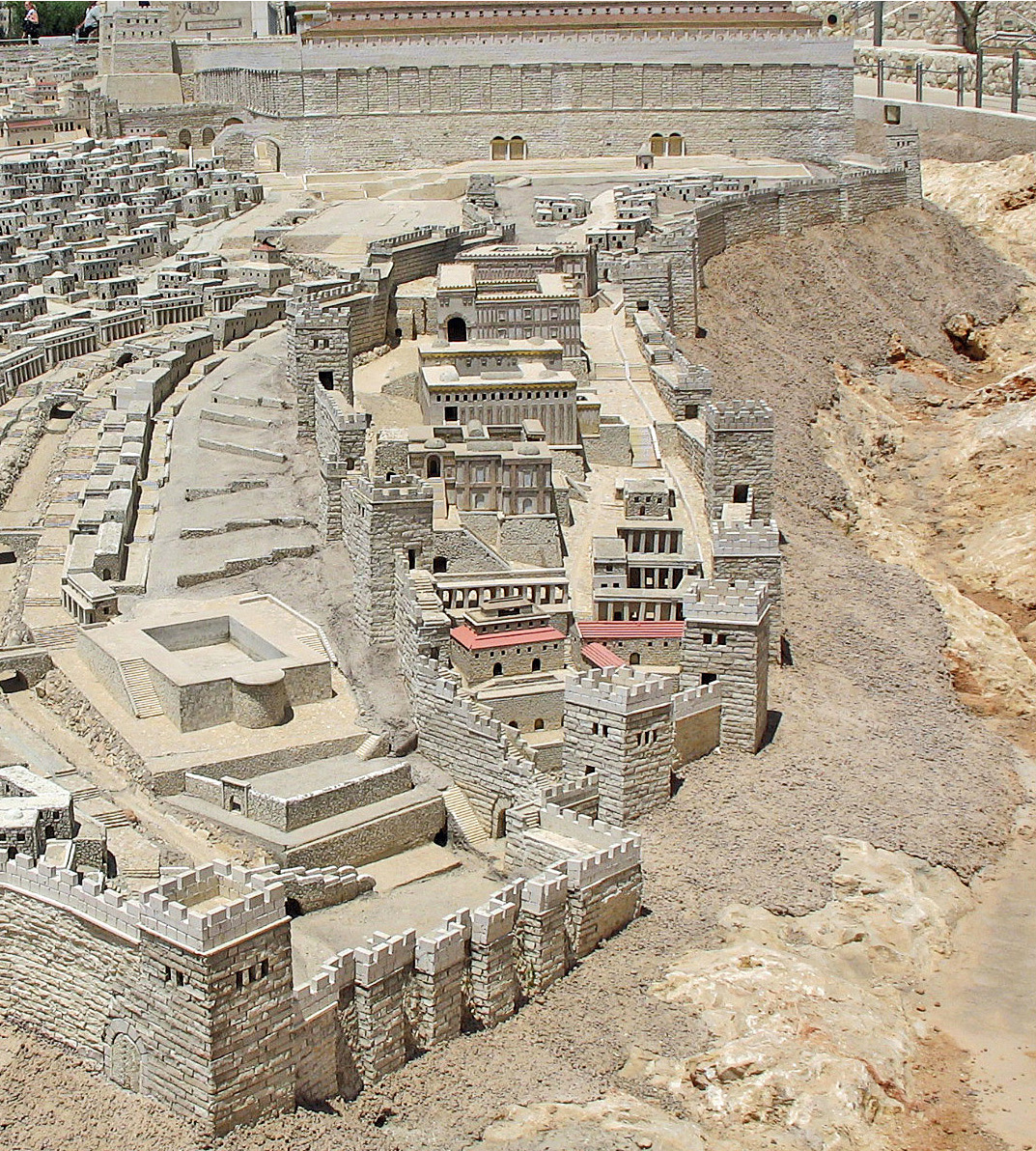
Реконструкция Града Давида. I век н. э.

Первое поселение на территории современного Иерусалима было основано между 4500 и 3500 годами до н. э. Возможно, самое раннее письменное упоминание Иерусалима обнаружено в древнеегипетских «Текстах проклятий» (около 2000 года до н. э.). Первые стены — с восточной стороны Иерусалима — были построены ханаанеями в XVII веке до н. э.

#### Основание Давидом и Храм Соломона
Согласно Библии, около 1000 года до н. э. евреи под предводительством царя Давида завоевали город Салим у иевусеев, называвших его Йевус. Давид построил здесь крепость, — «Град Давида» (Ир Давид), — провозгласил её столицей Израильского царства и перенёс в неё величайшую еврейскую святыню — Ковчег Завета (2Цар. 6). Тем самым Давид превратил свою столицу в святой город, вокруг которого сконцентрировалась религиозная жизнь всех двенадцати колен Израиля. В 970 году до н. э. на смену Давиду пришёл его сын Соломон, построивший более основательный Святой Храм на том месте, которое библейская книга Паралипоменон отождествляет с алтарём Давида. Храм Соломона (Первый Храм) продолжил играть центральную роль в еврейской истории как место хранения Ковчега Завета.
К концу правления Соломона (около 930 года до н. э.) десять северных колен Израилевых откололись от Объединённой Монархии. Южные племена остались в Иерусалиме, который стал столицей Иудейского царства.
В 586 году до н. э. город захватили вавилоняне, которые забрали в плен царя Цедкиягу вместе с высокопоставленными жителями Иудеи, опустошили и сожгли Храм Соломона до самого основания и разрушили городские стены. Ковчег Завета был при этом утерян. Большинство жителей Иерусалима были убиты, оставшиеся взяты в плен и угнаны в рабство в Вавилонию. Так завершился период Первого Храма.

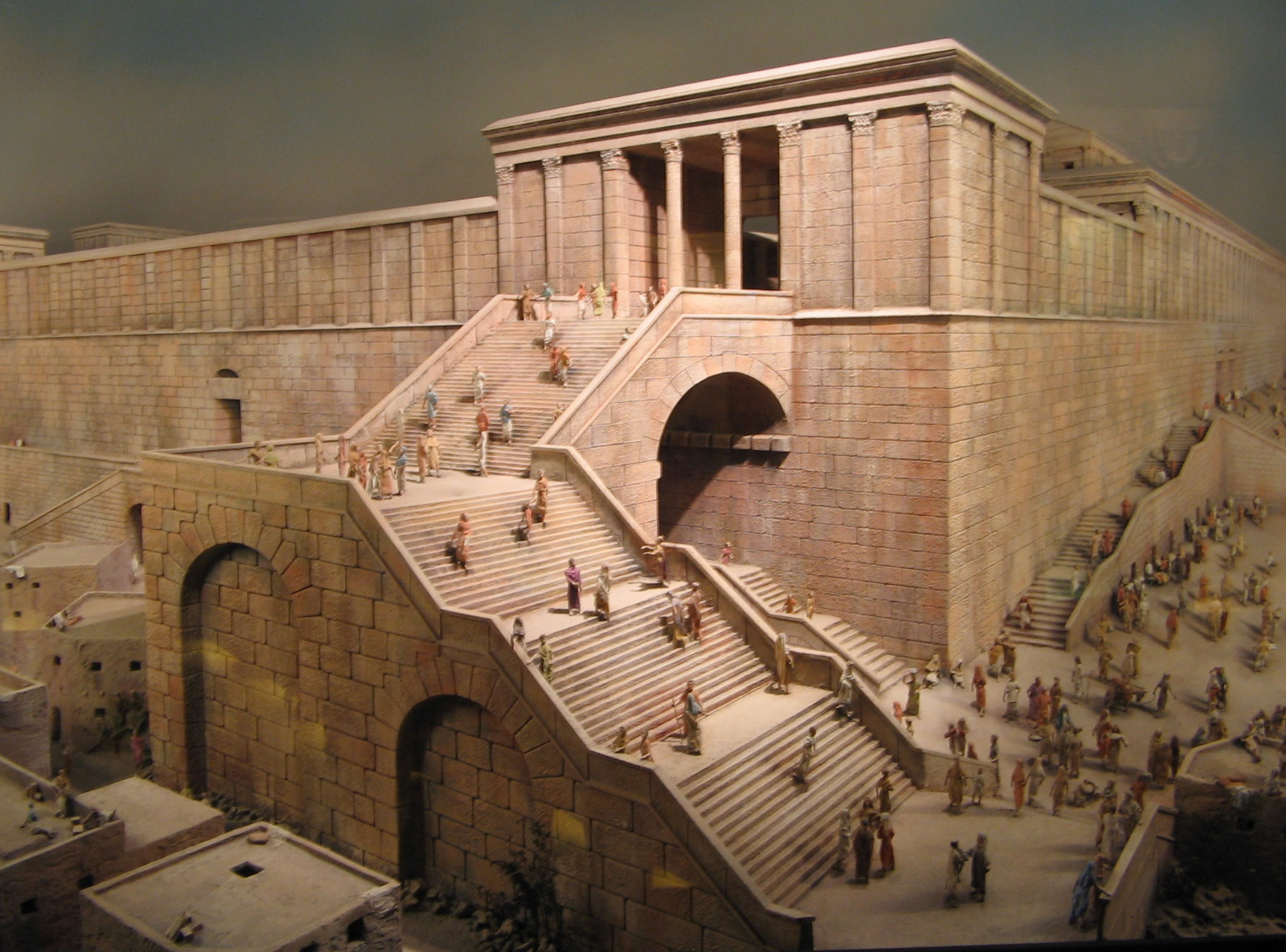
Вход на Храмовую гору, реконструкция

#### Период Второго Храма
В 538 году до н. э. завоевавший Вавилонию персидский царь Кир Великий издал декрет, разрешивший изгнанникам возвратиться в Иудею и восстановить Иерусалимский храм. Около 333 года до н. э. Иерусалим и вся Иудея без сопротивления покорились Александру Македонскому, который подтвердил привилегии, данные городу персидскими правителями. Однако после смерти Александра Иерусалим был захвачен и частично разрушен правителем Египта Птолемеем I Сотером, а в 167 году до н. э. Антиох IV Эпифан осквернил Храм, поставив на Жертвенник всесожжения алтарь Зевса Олимпийского. Это спровоцировало восстание Маккавеев (167—163 годы до н. э.). Греческие завоеватели были изгнаны из страны. Воцарилась династия Хасмонеев, правившая до 63 года до н. э., когда город стал административным центром римского протектората Иудея. В 37 г. до н. э. Иерусалим был захвачен Иродом Великим, который принял решение о переустройстве Храмовой горы и о перестройке самого Храма.

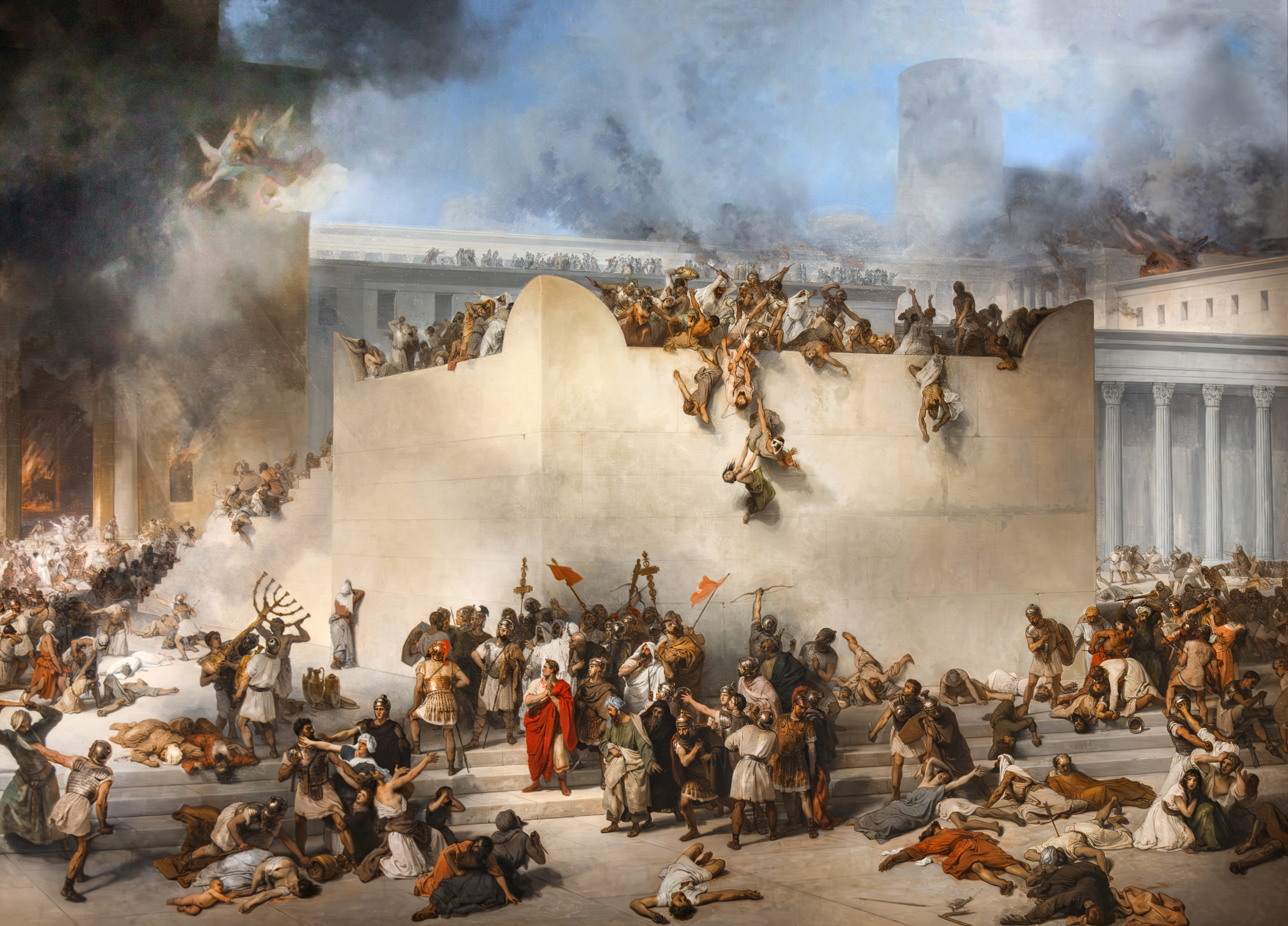
Картина Франческо Айеца «Разрушение Иерусалимского Храма»

В 70 году, при подавлении великого иудейского восстания против римлян, вошедшего в историю как Первая Иудейская война, Иерусалим осадила римская армия во главе с Титом. 9-го Ава Храм запылал. Через некоторое время Иерусалим был превращён в руины, а Храмовая гора распахана. В 130 году император Адриан повелел построить на развалинах Иерусалима римскую колонию, которой было дано название Элия Капитолина. На месте Храма Адриан приказал воздвигнуть святилище, посвящённое Юпитеру, а на том месте, где некогда находилась Святая Святых, была воздвигнута конная статуя Адриана. Это вызвало новое еврейское восстание против Рима (Восстание Бар-Кохбы или 2-я Иудейская война, 132—136 годы.). Летом 135 г. восстание было подавлено. Адриан издал декрет, по которому всем, кто подвергся обрезанию, доступ в город запрещался.
В 325 году римский император Константин I вернул название «Иерусалим» и восстановил город как центр христианского богослужения. Константин распорядился о сооружении в городе христианских святых мест, включая (в 335 году) Храм Гроба Господня.

### Средние века

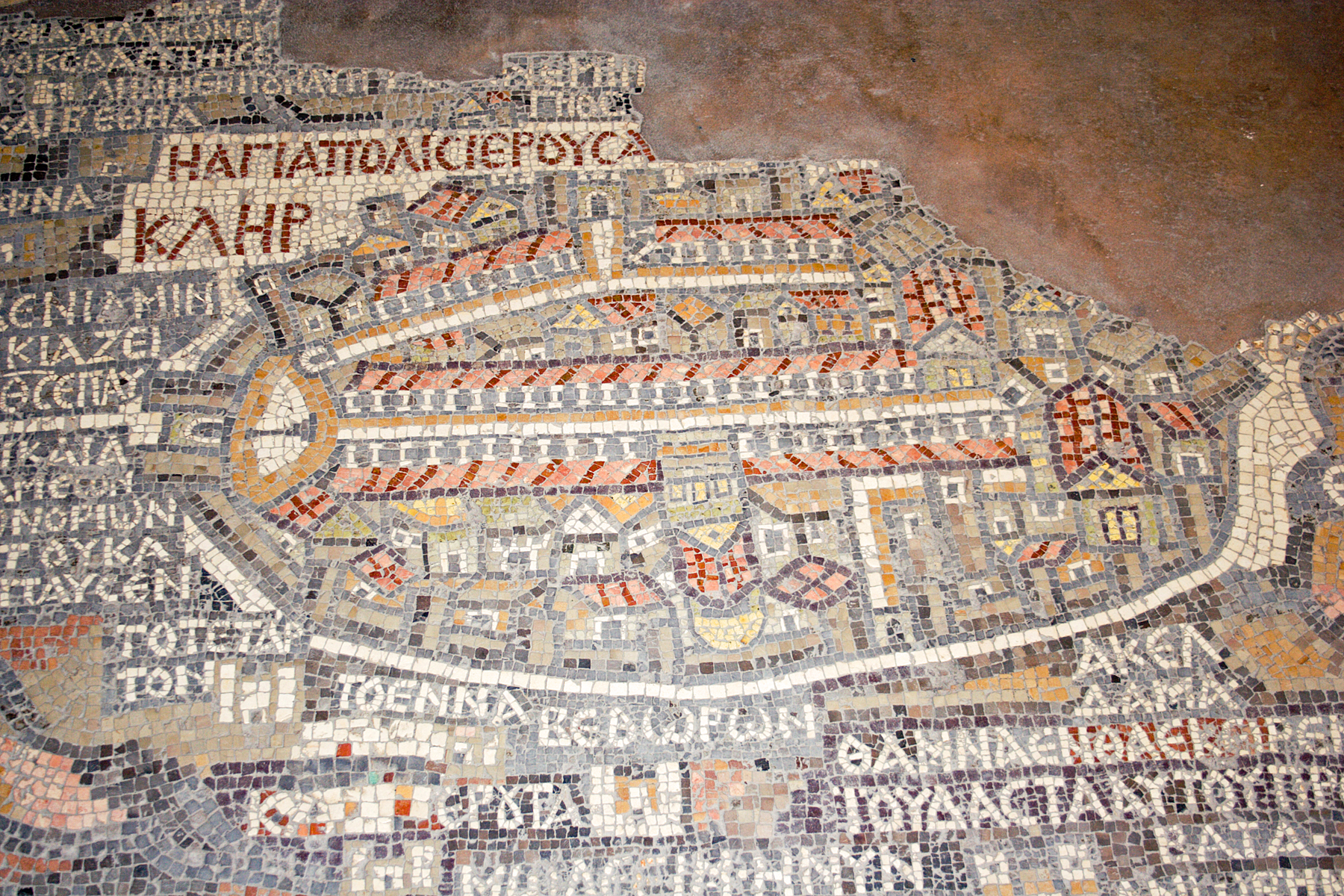
Мадабская карта Иерусалима (VI в.)

В V веке начался византийский период в истории Иерусалима. На протяжении нескольких десятилетий Иерусалим переходил от византийского правления к персидскому, затем снова оказывался римско-византийским владением. В 638 году Патриарх Софроний I сдал Иерусалим новому завоевателю, арабскому халифу Умару ибн аль-Хаттабу и Иерусалим постепенно начинает приобретать мусульманский облик. Чуть позже в Иерусалиме был провозглашён халифом Муавия I, основатель династии Омейядов.
В 1099 году участники Первого крестового похода под предводительством Готфрида Бульонского захватили Иерусалим и уничтожили всё его мусульманское население. Город стал столицей Иерусалимского королевства. В 1187 году, после непродолжительной осады, Иерусалимом овладели войска египетского султана Салах ад-Дина (европейцы называли его Саладином). Все церкви города, кроме храма Воскресения, были обращены в мечети. В 1229 году Фридриху II удалось на время вернуть Иерусалим христианам, однако в 1244 году Иерусалим захватили Айюбиды.

### Новое время

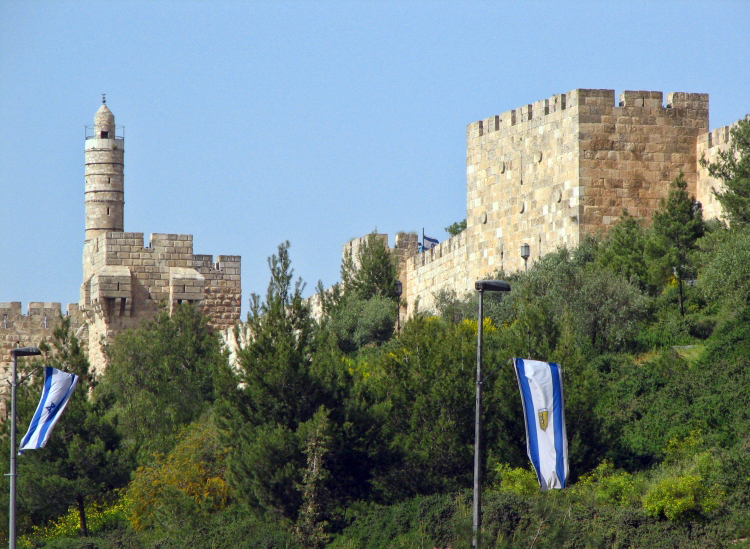
Цитадель Давида и османские стены

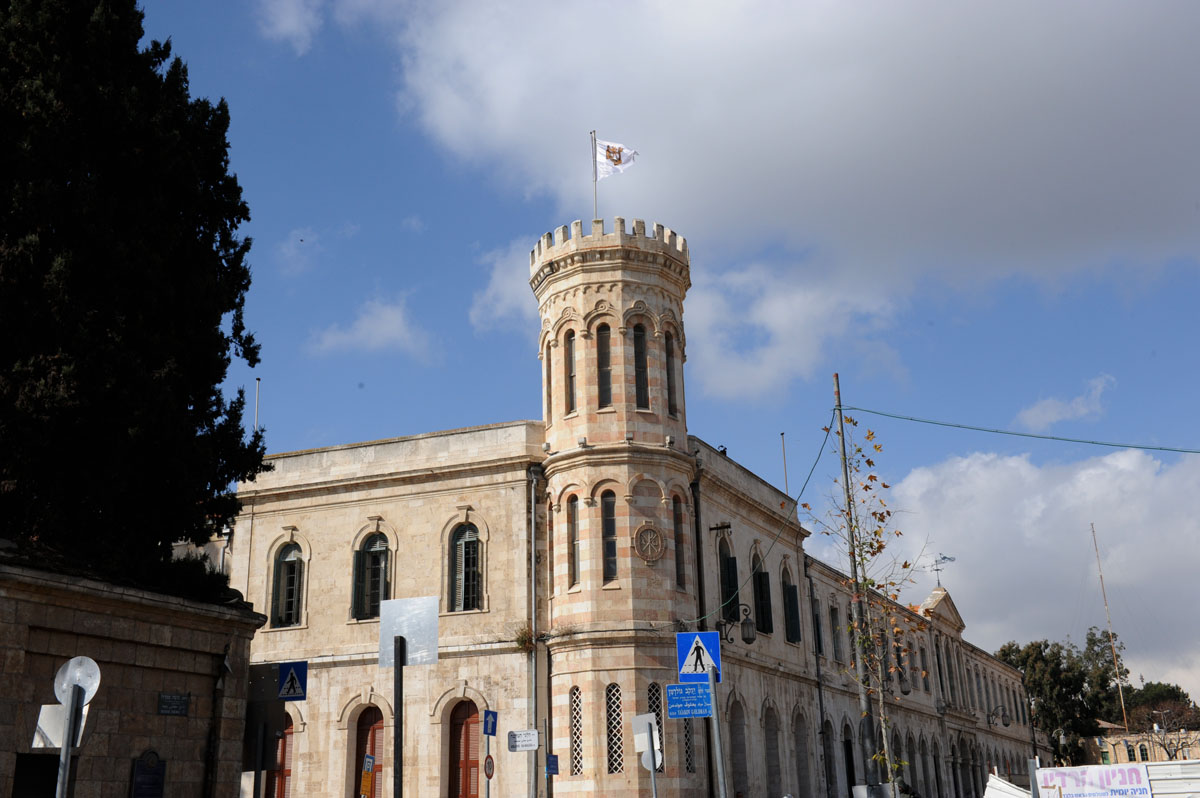
Русское подворье в Иерусалиме

В 1517 году Иерусалим был захвачен османскими турками. При Сулеймане Великолепном Иерусалим процветал, переживая период мира и обновления — включая восстановление мощных стен вокруг территории, ныне именуемой «Старым городом». Правление Сулеймана и последовавших за ним османских султанов принесло городу период «религиозного мира»; еврей, христианин и мусульманин пользовались свободой вероисповедания, гарантированной османами, и на одной и той же улице можно было найти синагогу, церковь и мечеть. Однако, безграмотное управление империей после Сулеймана обусловило экономическую стагнацию; на протяжении большой части османского периода Иерусалим оставался провинциальным, — хотя и религиозно значимым, — центром.
В 1850-е годы возникают первые постоянные поселения за пределами стен Старого города. По мере того как эти общины росли и соединялись географически, они стали известны под названием «Новый город».

### Новейшее время

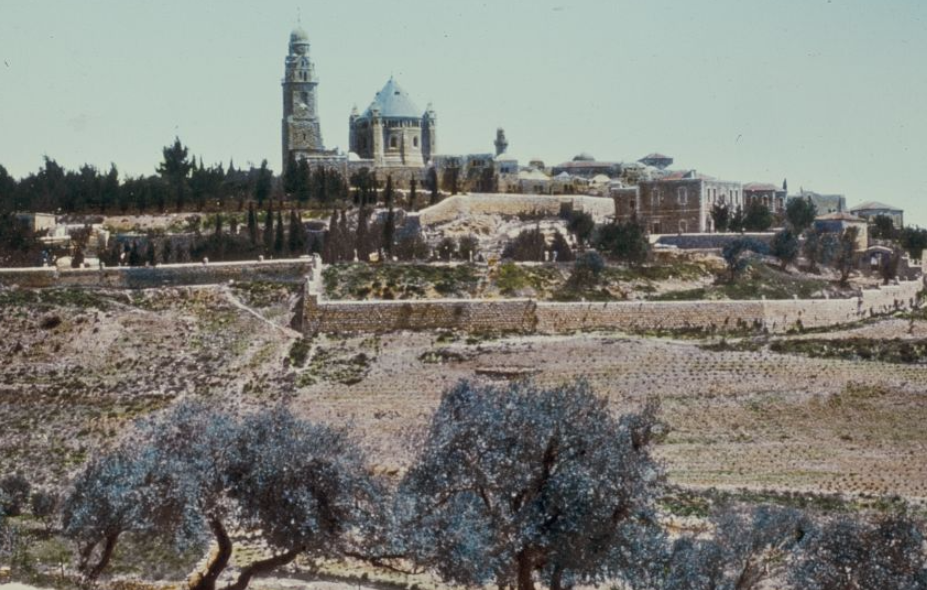
Иерусалим. Долина Еннома 1950 год

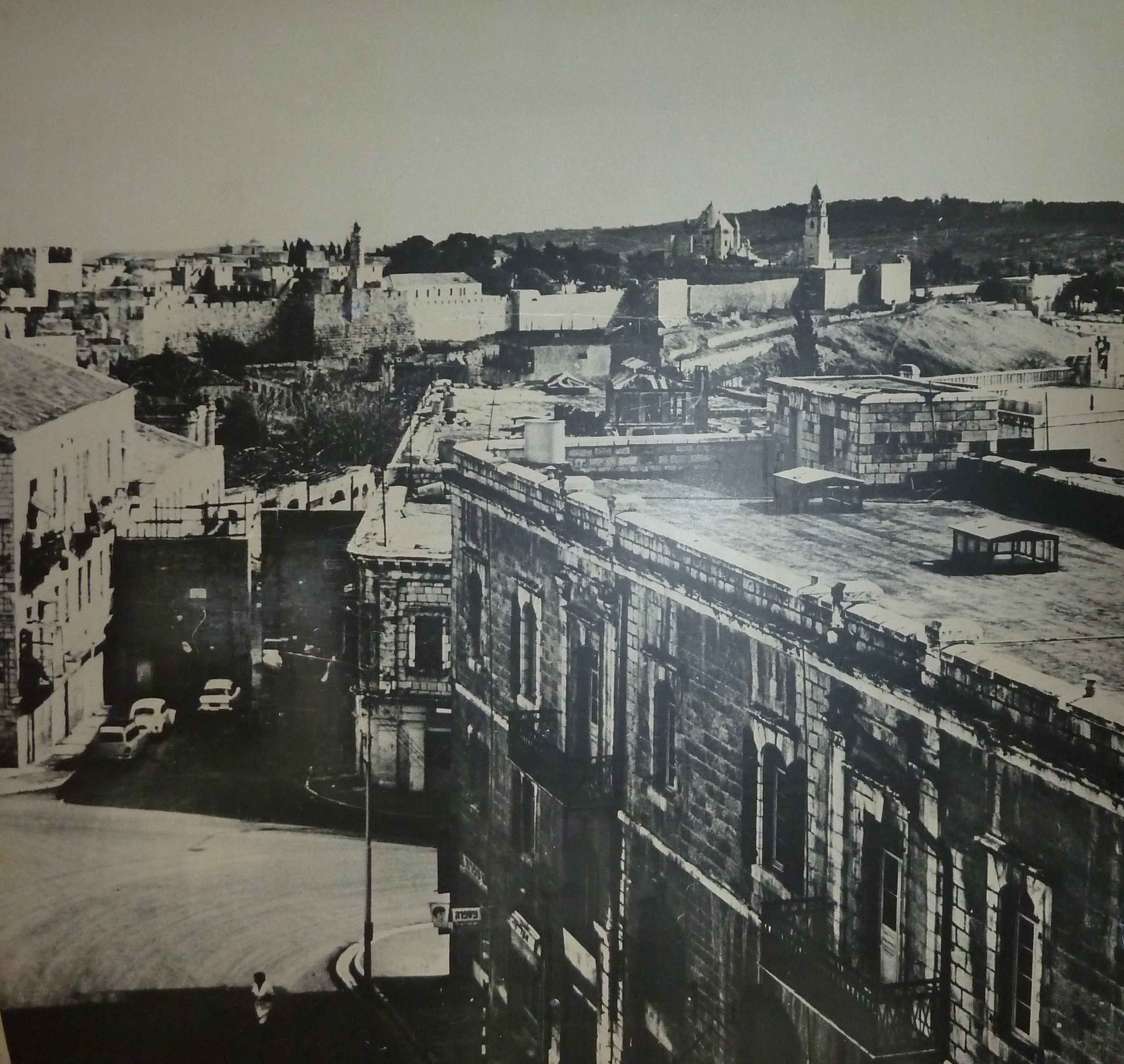
Улицы города

В 1917—1947 годах Иерусалим являлся административным центром английской подмандатной территории Палестина. 29 ноября 1947 года Генеральной Ассамблеи ООН приняла резолюцию 181 (II) «Будущее правительство Палестины» о разделе Палестины на еврейское и арабское государства. Резолюция предусматривала для Иерусалима специальный международный режим, который должен был обеспечиваться Организацией Объединённых Наций через Совет по опеке. Представители Еврейского агентства согласились с планом раздела, однако арабские государства и представитель Высшего арабского комитета отвергли его, заявив, что они не считают себя связанными этой резолюцией. Непреодолимые разногласия между сторонами в этом конфликте привели к тому, что после окончания в Палестине британского мандата в 1948 году арабские страны начали полномасштабную арабо-израильскую войну.
15 мая 1948 года Иерусалим был атакован ударными частями трансиорданского Арабского легиона. К концу 1948 года, когда боевые действия в районе утихли, город состоял из двух частей: Западный Иерусалим находился под контролем Израиля, а Восточный, включая Старый город — под контролем Трансиордании.
13 декабря 1948 года Восточный Иерусалим в составе Западного берега реки Иордан был аннексирован Трансиорданией. Эта аннексия не была признана ООН и большинством стран Лиги арабских государств; её признали только Великобритания, Пакистан и СССР.
3 апреля 1949 года было подписано перемирие с Трансиорданией. Оно предусматривало создание объединённой комиссии для выработки условий возобновления работы Еврейского университета и больницы Хадасса на горе Скопус, предоставление евреям свободного доступа к святым местам в Старом городе и к большому еврейскому кладбищу на Масличной горе. Однако иорданцы не выполнили этих пунктов договора.
В декабре 1949 года Премьер министр Израиля Давид Бен-Гурион объявил «Еврейский Иерусалим» органичной и неотделимой частью государства Израиль и предложил перенести столицу государства из Тель-Авива в Иерусалим. В марте 1950 года состоялось первое заседание Израильского парламента — Кнессета в Иерусалиме, на котором он был объявлен столицей государства.

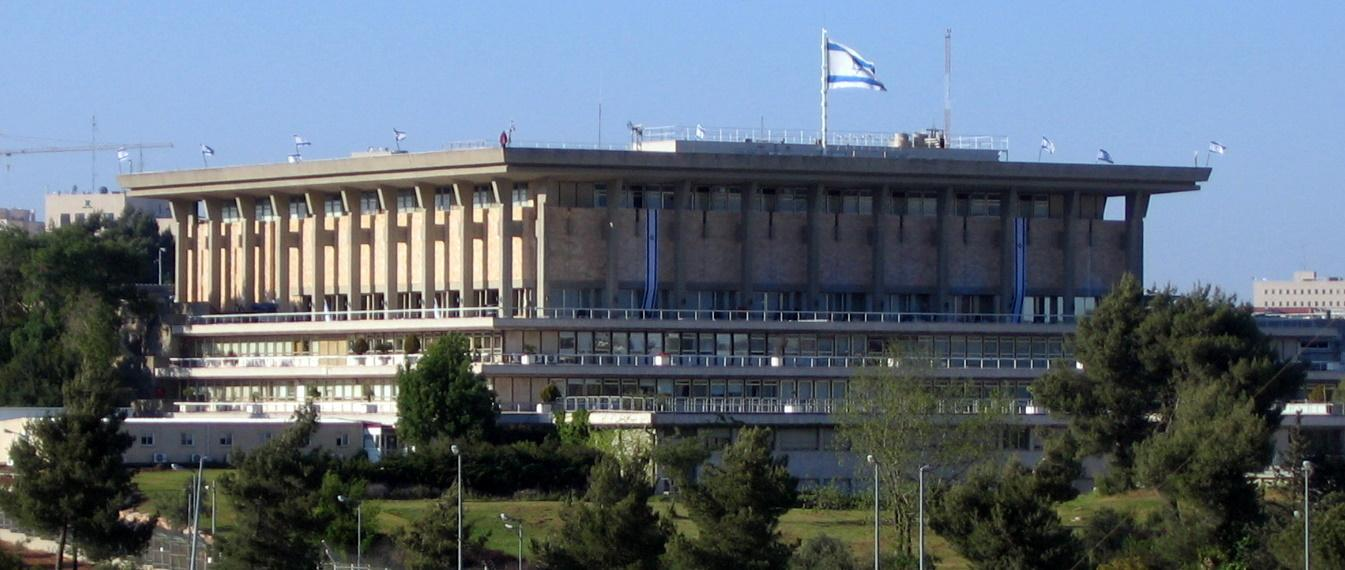
Кнессет

Впоследствии Бен-Гурион пояснил своё решение перенести столицу в Иерусалим: «Почему я решил, что это нам удастся? Прежде всего, я знал, что у нас есть союзник — Трансиордания. И если ИМ позволили остаться в Иерусалиме, то почему должны запретить НАМ? Трансиордания никому не позволила выставить её из Иерусалима; следовательно, никто не сможет и нас заставить это сделать. <…> Я был твёрдо убеждён, что все предостережения, которые делала ООН, не больше чем пустые слова».
В 1967 году, в ходе Шестидневной войны, Иордания отступила с Западного берега р. Иордан, и восточная часть Иерусалима перешла под контроль Израиля.
22 июля 1980 года шестая Конференция руководителей неприсоединившихся стран приняла решение, декларировавшее в частности, что: «Иерусалим является неотъемлемой частью оккупированной Палестины. Он должен быть полностью покинут и безоговорочно передан под арабский суверенитет».
Незамедлительно последовала реакция Израиля: 30 июля подавляющим большинством Кнессета был принят основной закон Закон об Иерусалиме, объявивший Иерусалим «единой и неделимой столицей Израиля».
В ответ, Совет Безопасности ООН в резолюции 478, принятой 14 голосами при 1 воздержавшемся (США), 20 августа 1980 года постановил не признавать «Закон об Иерусалиме» и призвал вывести из Иерусалима существующие дипломатические миссии.

## Иерусалим — святыня трёх религий

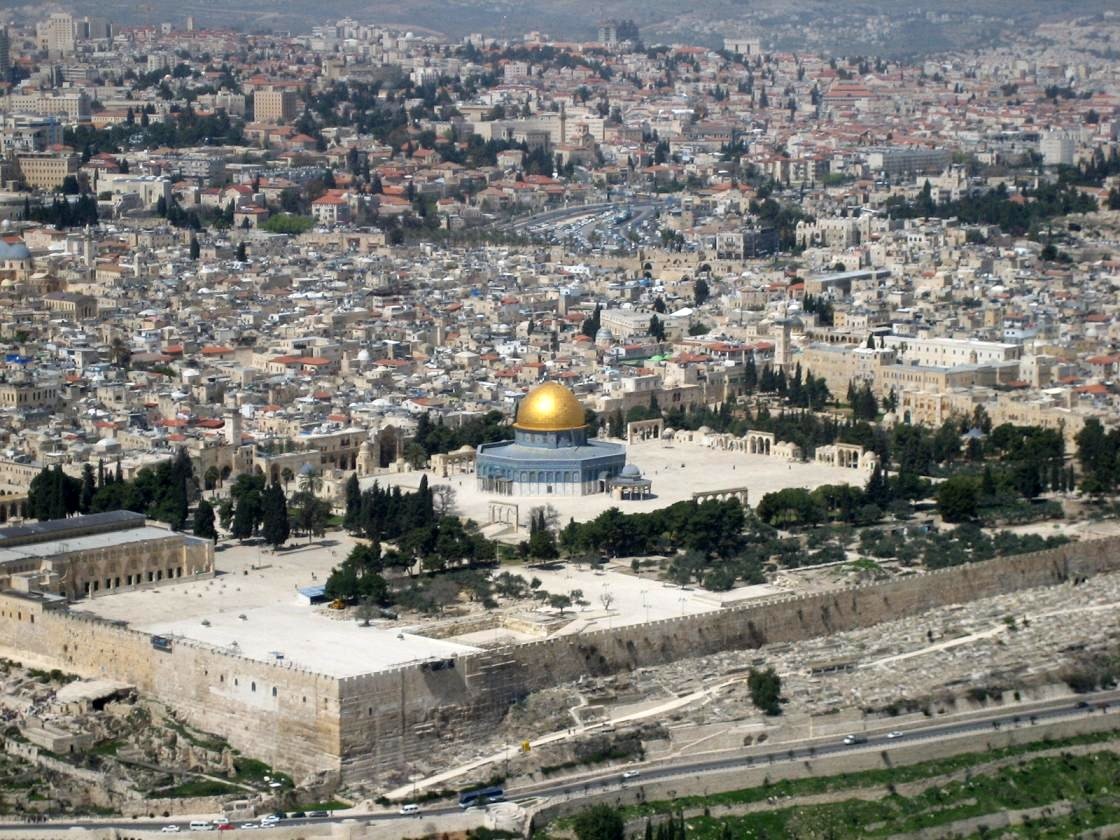
Храмовая гора

Несмотря на свою малую площадь, составляющую всего 0,9 км², Старый город является местом нахождения многих объектов основополагающей религиозной значимости. Святынями для евреев является Храмовая гора и её Западная стена («Ко́тель»); для мусульман — мечети на Храмовой горе (религиозный архитектурный комплекс Аль-Харам аль-Шариф), а для христиан всех конфессий — Храм Воскресения Христова (Храм Гроба Господня) и множество церквей, возведённых там, где ступала нога Иисуса.
В результате Иерусалим имеет совершенно особый статус для приверженцев авраамических религий как место расположения святынь иудаизма, христианства и ислама. Святым местом, общим для всех трёх религий, является Храмовая гора. Несмотря на усилия, прилагаемые для поддержания мирного религиозного сосуществования, такие объекты, как Храмовая гора, являются постоянным источником трений и противоречий. Комитет Всемирного наследия ЮНЕСКО определяет Старый город как объект, находящийся в опасности из-за незаконных раскопок и работ.
Иерусалим является самым святым городом еврейского народа с X в. до н. э. — с того момента, как царь Давид провозгласил его своей столицей. Согласно библейской традиции Давид завоевал город, а в 960 году до н. э. его сын, царь Соломон, воздвиг Первый Храм. Эти события, знаменующие основание города и охватывающие период времени вокруг точки начала I тысячелетия до н. э., обрели ключевое символическое значение для еврейского народа. Второй Храм, просуществовавший свыше 400 лет, был полностью перестроен царём Иродом. Величайшая еврейская святыня была полностью разрушена в 70 году римским полководцем (впоследствии императором) Титом. Сегодня Западная стена — остаток подпорной стены Храмовой горы — является святым местом для евреев, уступая только Святая святых на самой Храмовой горе. Евреи верят, что в будущем восстановленный Иерусалимский храм станет центром богослужения и просвещения для всего человечества, и, следовательно, Иерусалим станет духовным центром мира.
Иерусалим считается главным священным городом христиан. Именно здесь, на поздних этапах периода Второго Храма, родилось христианство. Согласно Новому Завету, Иисус был привезён в Иерусалим вскоре после своего рождения. Существует также рассказ об очищении Иисусом храма — изгнании разнообразных торговцев вон из священных пределов храмового двора (Мк. 11:15). Главные из новозаветных событий — Распятие и Воскресение Господне, поэтому самым выдающимся христианским объектом в Иерусалиме является Голгофа («Лобное место») — место распятия Христа. Традиционно одним из главных кандидатов на местоположение Голгофы и близлежащей гробницы Иисуса считается территория, ныне занимаемая Храмом Гроба Господня — возможно, самое святое место для христиан и место их паломничества.
Для суннитского ислама Иерусалим является третьим по святости городом после Мекки и Медины.
В 610 г. н. э. Иерусалим стал первой киблой ислама — объектом, в направлении которого надлежало совершать мусульманскую молитву (салят) (в 625 г. место киблы навечно заняла Кааба в Мекке). Однако непреходящее место, занимаемое городом в исламе, связано главным образом с историей ночного вознесения Мухаммада (ок. 620 г. н. э.). Мусульмане верят, что Мухаммад был перенесён на волшебном скакуне из Мекки к «возвышенности на краю (الاقصى)» — описание, в котором некоторые[кто?] толкователи Корана видят Храмовую гору в Иерусалиме. По их толкованию, там он молился, а затем над местоположением разрушенного иерусалимского Храма разверзлись небеса и открылся путь, которым он вознёсся в рай. И хотя непосредственно в Коране название «Иерусалим» не упоминается исламские тафсиры (комментарии)[какие?] интерпретируют некоторые места как описание Иерусалима. Кроме того, Иерусалим упоминается во множестве хадисов. Священной для мусульман является Мечеть Аль-Акса на Храмовой горе и место, на котором стоял Храм и с которого, по верованиям мусульман, Мухаммад вознёсся на небеса.

## Статус Иерусалима
Статус Восточного Иерусалима, и в особенности — его святых мест, остаётся ключевой и весьма противоречивой темой в израильско-палестинском конфликте и предметом горячих дискуссий; статус Иерусалима — одна из важнейших сфер разногласий между палестинскими и израильскими переговорщиками по вопросу о мире.
Резолюция Генеральной Ассамблеи ООН № 181 от 29 ноября 1947 года, известная под названием «Резолюция о разделе Палестины», предполагала, что после окончания британского мандата (15 мая 1948 года) международное сообщество возьмёт будущее Иерусалима под свой контроль. Однако в результате Арабо-израильской войны (1947—1949) Иерусалим был разделён между Израилем (западная часть города) и Трансиорданией (восточная его часть). 13 декабря 1948 года парламент Трансиордании принял закон об аннексии оккупированной ею территории Палестины, включающей в том числе и Восточный Иерусалим (в составе западного берега Иордан). 5 декабря 1949 года Израиль объявил Западный Иерусалим своей столицей; в апреле 1950 года Трансиордания также объявила Иерусалим своей второй столицей.
В 1951 году «Согласительная комиссия ООН предприняла свою последнюю энергичную попытку выступить посредником между сторонами конфликта и представила ряд конкретных предложений, касающихся беженцев, компенсации, пересмотра территориальных вопросов и соглашений о перемирии, в целях обеспечения свободы доступа к Святым Местам в районе Иерусалима. Однако Комиссия вновь пришла к выводу о том, что отсутствие готовности сторон осуществлять соответствующие резолюции и учитывать перемены, произошедшие на местах, не позволяют приступить к урегулированию палестинского вопроса». В 1959 году Ассамблея ООН отменила решение о выделении ассигнований на установление постоянного международного режима в Иерусалиме.
В результате победы в Шестидневной войне 1967 года Израиль аннексировал Восточный Иерусалим, таким образом получив контроль над всей территорией города, законодательно отделил Восточный Иерусалим от западного берега реки Иордан и объявил свой суверенитет над объединённым Иерусалимом. ООН и значительная часть международного сообщества официально не признают аннексии восточной части города и израильского суверенитета над ним.
Израиль оспаривает тот факт, что аннексия Иерусалима была нарушением норм международного права — равно как и определение территории Западного берега р. Иордан (включая Восточный Иерусалим), как «оккупированной», настаивая на международном термине «спорная территория». В качестве основных аргументов в пользу этой позиции приводятся оборонительный характер Арабо-израильской войны 1948 года и Шестидневной войны, отсутствие признанного международного суверенитета над этими территориями до 1967 года и историческое право еврейского народа на землю Израиля. Сходной позиции придерживается ряд израильских и зарубежных политиков и ведущих юристов.
Как Израиль, так и Палестинская автономия официально считают Иерусалим своей столицей, не признавая такого права за другой стороной. Действующий премьер-министр Израиля Биньямин Нетаньяху заявил, что Иерусалим останется неделимой столицей Израиля. Текущая позиция ПНА состоит в том, что Восточный Иерусалим, как он определён муниципальными границами до 1967 года, должен быть столицей Палестины, а Западный Иерусалим — столицей Израиля, при том что каждое из государств наделяется полным суверенитетом над соответствующей частью города со своим собственным муниципальным управлением. Совместный «совет развития» должен отвечать за координированное развитие. В качестве возможной будущей столицы палестинского государства Соединёнными Штатами был предложен арабский пригород Иерусалима Абу Дис — в связи с его близостью к городу, и в особенности к Храмовой горе. Ещё до этого предложения Палестинская администрация возвела в этом городе возможное будущее парламентское здание для Палестинского законодательного совета, и все её офисы по делам Иерусалима расположены в Абу Дисе.
США официально признали Иерусалим столицей Израиля 6 декабря 2017 года. В тот же день с вопросом о перенесении посольства в Иерусалим обратились Филиппины и Чехия, заявившая также и о признании Западного Иерусалима столицей Израиля. Попытка стран ЕС осудить признание США Иерусалима столицей Израиля была заблокирована Венгрией. 21 декабря 2017 года Генассамблея ООН одобрила проект резолюции, не признающей решение президента США Дональда Трампа о статусе Иерусалима как столицы Израиля. В поддержку резолюции высказались 128 стран, против — девять, включая США и Израиль, а ещё 35 государств воздержались от голосования.
25 декабря 2017 года о переносе посольства в Израиле в Иерусалим объявила Гватемала. 14 мая 2018 года была официально проведена церемония открытия посольства США в столице Израиля. 2 января 2019 года о возможном переносе посольства в Иерусалим заявил Гондурас. 24 марта 2019 года о переносе посольства в Иерусалим заявила Румыния.
На начало 2025 года в Иерусалиме находятся посольства 6 стран: США, Гватемалы, Косово, Гондураса, Папуа-Новой Гвинеи и Парагвая и консульства 22 стран.

## Население

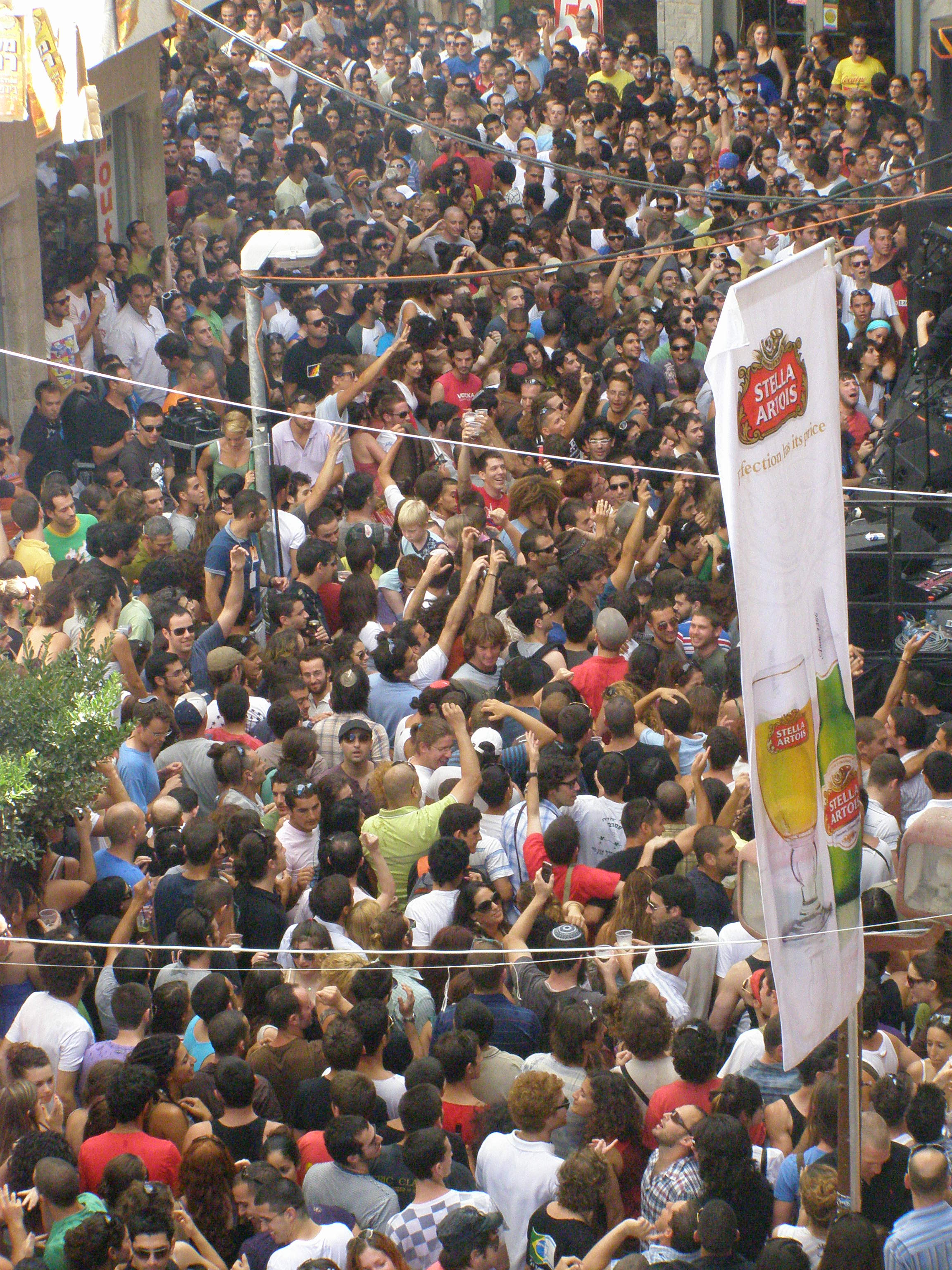
Народные гуляния в Иерусалиме

Иерусалимцы относятся ко множеству национальных, этнических и религиозных деноминаций — к которым, среди прочих, относятся европейские, ближневосточные и африканские евреи, грузины, армяне, мусульмане, протестанты, греки, греко-православные, сирийско-православные и коптско-православные арабы. Многие из этих групп были когда-то иммигрантами или паломниками, которые с течением времени превратились в почти-коренные группы населения.
Долгая история завоеваний Иерусалима различными соперничающими государствами привела к тому, что многие из различных групп, населяющих город, никогда полностью не отождествляли себя и не ассимилировались с конкретным государством, сколько бы времени ни длилось его правление. Хотя они могли быть гражданами данного конкретного царства и империи, вовлечёнными в гражданскую деятельность и выполнение обязанностей, эти группы часто воспринимали себя, как отдельные национальные общности.

### Современные демографические данные
По данным Центрального статистического бюро Израиля, население на начало 2020 года составляло 936 425 человек.
Иерусалим является крупнейшим городом Израиля.
С пригородами население Иерусалима — более 1 млн. Наиболее крупные районы — Рамот-Алон (44 568 жителей), Писгат-Зеев (43 983 жителя), Гило (31 694 жителя). Среди арабских районов наиболее крупные — Бейт-Ханина (35 800 жителей), мусульманский квартал Старого города (28 200 жителей), Рас-эль-Амуд (24 640 жителей).
В 2018 году 60,5 % населения составляли евреи; арабы составляли 38 % (из них 96,3 % мусульмане, а 3,6 % — христиане).
Естественный прирост населения составляет 2 %.
8,1 % населения — репатрианты, приехавшие после 1990 года; на 2014 год репатрианты из СНГ составляли 4 % населения.
37,5 % выпускников школ получили аттестат зрелости, 24,6 % населения имеют свидетельство о высшем образовании. Средняя зарплата на 2017 год составила 7529 шекелей.
35,7 % населения Иерусалима — это молодёжь до 18 лет. В учебных заведениях города в 2014/2015 учебном году училось 269 100 человек. В Иерусалимском университете и других высших учебных заведениях города учились 38 300 студентов.
Динамика численности населения города:

## Муниципальная администрация
Иерусалимский муниципалитет является административной единицей государства Израиль и относится к Иерусалимскому округу, столицей которого является Иерусалим.

### Городской совет
Городской совет был впервые создан в 1863 году во время господства Османской империи. С 1948 по 1967 год в городе работали две мэрии: израильская на западе города и иорданская в восточной части.
В настоящее время, иерусалимский Городской совет — орган, состоящий из 31 избираемого члена во главе с мэром, который исполняет свои обязанности в течение пятилетнего срока и назначает восемь заместителей. За исключением мэра и его заместителей, члены Городского совета не получают зарплат и работают на добровольной основе. Большинство совещаний Городского совета Иерусалима являются закрытыми, однако один раз в месяц он проводит сессию, открытую для общественности. Религиозные политические партии формируют особенно влиятельную фракцию в составе Городского совета, поскольку занимают большинство мест в нём.

### Мэры Иерусалима
Наибольшее время на посту мэра Иерусалима провёл Тедди Коллек, занимавший эту должность 28 лет — шесть сроков подряд. С 2018 года мэром является Моше Лион.

### Офисы

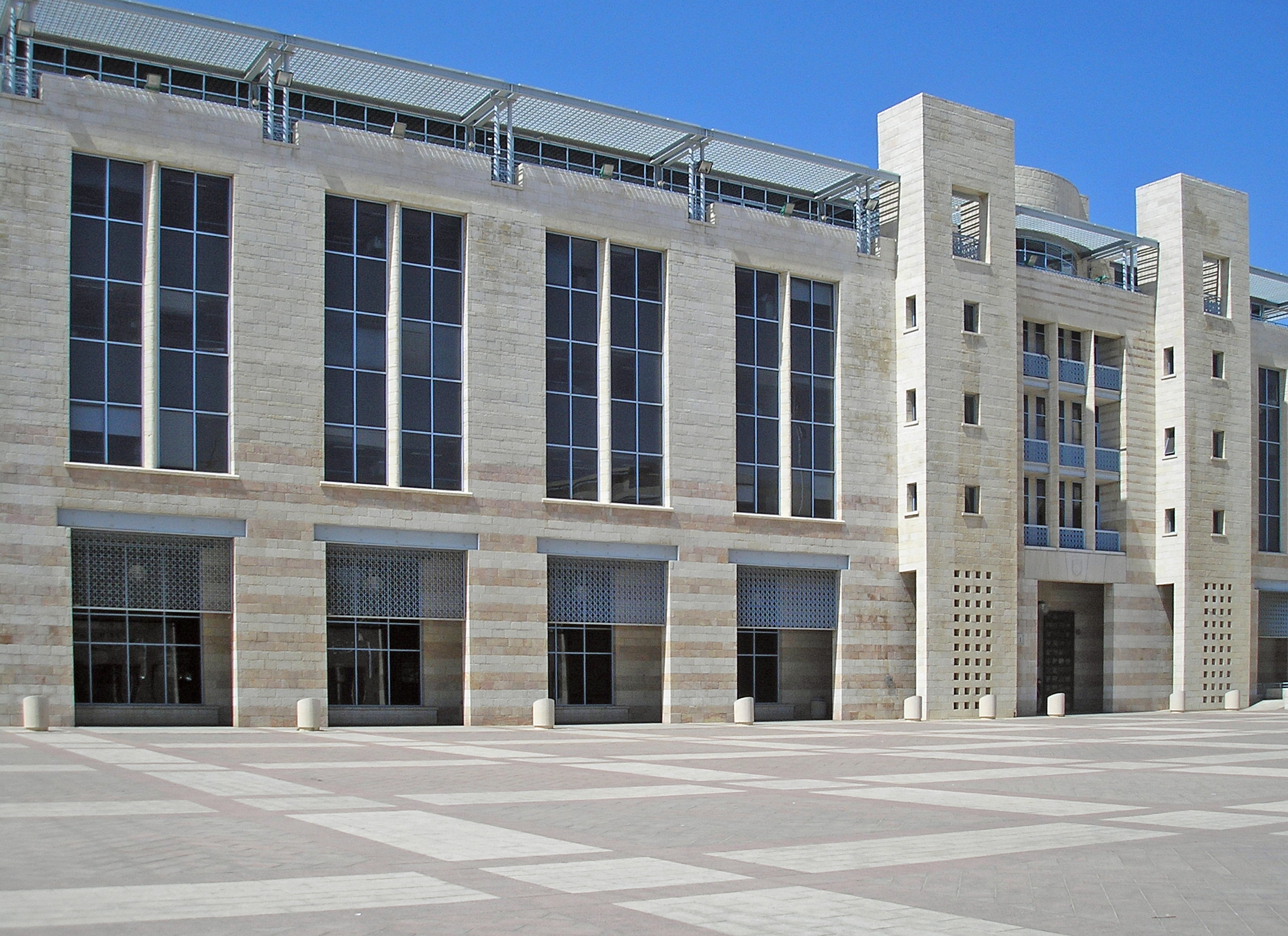
Здание иерусалимской городской администрации

Муниципальные власти размещаются в комплексе офисов мэра Иерусалима. Он был построен в 1990 г. вокруг площади Сафра (Кикар Сафра) в саду Даниэль на Яффской дороге. Комплекс объединяет в одном пространстве всю деятельность Муниципалитета, ранее осуществлявшуюся в 32 различных зданиях, разбросанных по всему городу — в том числе, в историческом здании Иерусалимской городской администрации. Место для городских муниципальных офисов было выбрано в середине 1980-х г.г. в связи с его центральным расположением между восточной и западной частями города, возле Старого города и исторической главной улицы, Яффской дороги. Поскольку это место находится в историческом центре города, были предприняты различные меры к тому, чтобы построить здания, отвечающие практическим потребностям городской администрации, не нарушая архитектурного и исторического характера района. Эти соображения повлекли за собой сохранение десяти исторических построек вокруг большой площади, которые были отремонтированы, и сооружение двух современных зданий на трёх участках, преимущественно на площади Сафра.

## География

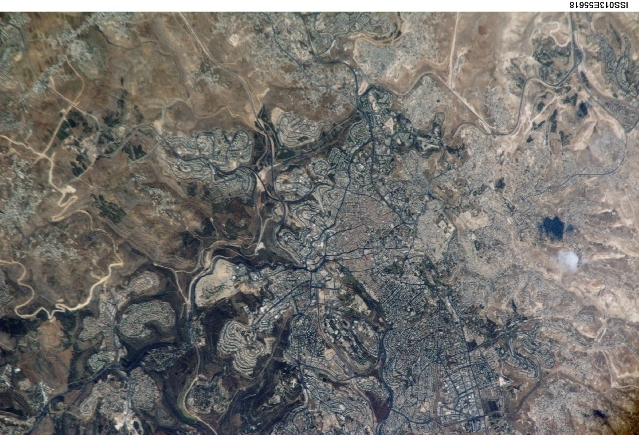
Вид на Иерусалим из космоса

Иерусалим расположен на южном отроге плато в Иудейских горах, которое включает в себя Масличную гору (на востоке) и гору Скопус (на северо-востоке). Старый город расположен на высоте примерно 760 м. Иерусалим полностью окружён долинами и сухими руслами рек (вади). Долины Кидрон, Хинном и Тиропеон пересекаются на участке непосредственно к югу от Старого города Иерусалима. Долина Кидрон проходит к востоку от Старого города и отделяет Масличную гору от собственно города. Вдоль южной стороны Иерусалима расположена долина Хинном — крутое ущелье, в библейской эсхатологии ассоциируемое с концептом Геенны или ада. Долина Тиропеон начиналась на северо-востоке возле Дамасских ворот, тянулась на юго-восток через центр Старого города вплоть до Силоамского бассейна, и разделяла нижнюю часть на два холма — Храмовую гору к востоку и остальную часть города к западу (нижний и верхний города в описании Иосифа). В наши дни долина скрыта развалинами, накопившимися на протяжении столетий. В библейские времена Иерусалим был окружён лесами из миндаля, олив и сосен. За столетия войн и заброшенности эти леса были уничтожены. Поэтому фермеры иерусалимского региона построили вдоль склонов каменные террасы, чтобы удержать почву — признак, до сих пор весьма заметный в иерусалимском ландшафте.
Снабжение водой всегда было большой проблемой для Иерусалима, что подтверждается обнаруженной в городе замысловатой сетью древних акведуков, туннелей, бассейнов и цистерн.
Иерусалим расположен в 60 км к востоку от Тель-Авива и Средиземного моря. На противоположной стороне города, на расстоянии примерно 35 км, находится Мёртвое море, чьё побережье является самым низким местом поверхности суши на Земле. В число соседних городов и селений входят Вифлеем и Бейт-Джала на юге, Абу Дис и Маале-Адумим на востоке, Мевасерет-Цион на западе, Рамалла и Гиват-Зеэв на севере.
Гора Герцля, на западной стороне города возле Иерусалимского леса, служит в качестве национального кладбища Израиля.

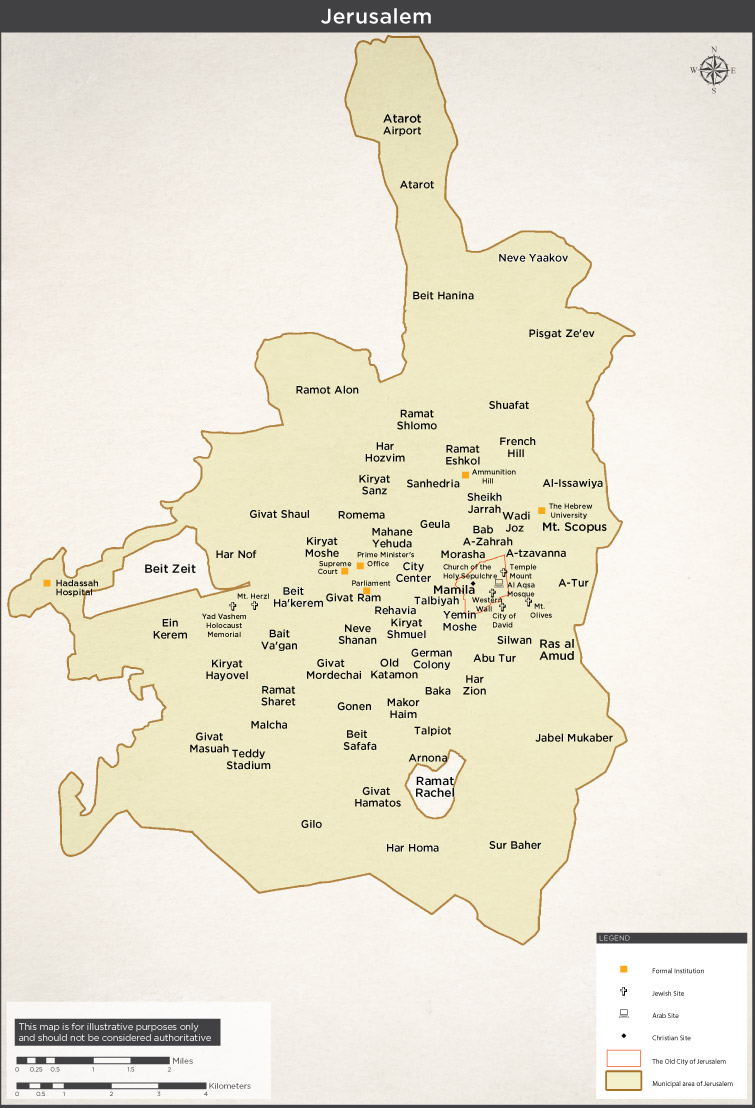
Районы муниципалитета Иерусалима

### Геология
Иерусалим построен на горах, сложенных слоями мела, доломита и мергеля; перемежающиеся породы приводят к образованию естественных террас. В меловых породах наблюдаются разнообразные карстовые явления — пещеры (например, пещера Сорек) и карстовые долины, такие, как в Маво-Бейтар и вади ха-Меара.

### Климат
Город характеризуется средиземноморским климатом (Csa по Кёппену) с жарким (но менее жарким, чем в пустынях), сухим летом и мягкой, влажной (выпадает непропорционально большое количество осадков) зимой. Январь является самым холодным месяцем года, со средней температурой 9,1°; временами бывают заморозки. Июль и август — самые жаркие месяцы, со средней температурой 24,2 °C. Среднегодовое количество осадков около 550 мм, при этом дожди случаются, в основном, только в период между октябрём и маем; в летние месяцы дождей обычно не бывает. Снегопады редки, крупные снегопады — крайне редки: снежные бури обычно случаются один или два раза за зиму, а в среднем каждые три-четыре года город переживает сильный снегопад с образованием временного снежного покрова. Среднедневное количество солнечных часов в Иерусалиме составляет 9,3.
Причиной большей части загрязнения воздуха в Иерусалиме является автомобильный транспорт. Многие из главных улиц Иерусалима при строительстве не предназначались для «переваривания» интенсивного транспортного потока, что приводит к транспортным пробкам и выбросам в воздух больших количеств монооксида углерода. Промышленное загрязнение в городе возникает редко, однако выбросы заводов на израильском средиземноморском побережье могут перемещаться к востоку и оседать над городом.
| Показатель                              | Янв.  | Фев.  | Март | Апр. | Май  | Июнь | Июль | Авг. | Сен. | Окт. | Нояб. | Дек.  | Год   |
| --------------------------------------- | ----- | ----- | ---- | ---- | ---- | ---- | ---- | ---- | ---- | ---- | ----- | ----- | ----- |
| Абсолютный максимум, °C                 | 23,4  | 25,3  | 27,6 | 35,3 | 37,2 | 36,8 | 40,6 | 44,4 | 37,8 | 33,8 | 29,4  | 26,0  | 44,4  |
| Средний суточный максимум, °C           | 11,8  | 12,6  | 15,4 | 21,5 | 25,3 | 27,6 | 29,0 | 29,4 | 28,2 | 24,7 | 18,8  | 14,0  | 21,5  |
| Средняя температура, °C                 | 9,1   | 9,5   | 11,9 | 17,1 | 20,5 | 22,7 | 24,2 | 24,5 | 23,4 | 20,7 | 15,6  | 11,2  | 17,5  |
| Средний суточный минимум, °C            | 6,4   | 6,4   | 8,4  | 12,6 | 15,7 | 17,8 | 19,4 | 19,5 | 18,6 | 16,6 | 12,3  | 8,4   | 13,5  |
| Абсолютный минимум, °C                  | −6,7  | −2,4  | −0,3 | 0,8  | 7,6  | 11,0 | 14,6 | 15,5 | 13,2 | 9,8  | 1,8   | 0,2   | −6,7  |
| Норма осадков, мм                       | 133,2 | 118,3 | 92,7 | 24,5 | 3,2  | 0    | 0    | 0    | 0,3  | 15,4 | 60,8  | 105,7 | 554,1 |
| Источник: Israel Meteorological Service |       |       |      |      |      |      |      |      |      |      |       |       |       |

### Районы
Имеется несколько десятков общин с частично избираемой администрацией. На юго-западе Кирьят Моше, Гиват Шауль и Гиват Мордехай. На западе Кирьят Йовель, Малха, Бейт Ха-Керем, Рамат Шарет, Эйн Керем, Холиленд. К северу от центра — Хар Ноф. К западу от центра — Байт Ваган. Также Абу Тор, Бака, Арнона, Мекор Хаим, Мекор Барух, Северный Тальпиот, Тальпиот. На южной окраине — Гило. К северо-востоку от центра — Немецкая колония, Греческая колония, Эмек Рефаим, Вольфсон, Рехавия, Талбие, Старый Катамон, Мишкенот Шаананим, Йемин Моше, Кирьят Шмуэль, Раско, Найот, Неве Шаанан, Неве Гранот. В центре Гоненим, Пат. Чуть к востоку — Центр города, Зихрон Моше, Макор Барух, Мишкенот а-Ума. На крайнем северо-востоке — Неве-Яаков. На северо-востоке — Писгат-Зеев. На северной окраине — Рамот. К северу — Ромема. На крайнем юге — Восточный Тальпиот и Новая Арнона. На востоке — Хомат Шмуэль (Ар Хома). Чуть к северо-востоку — Эшколот. Арабская часть — Исайя, А Туд, Рас Эль Амуй, Силуан, Эль Азария, Абу Дис, Араб Савара, Джабель Мукабель, Сур Бакир, Шейх Джаррах. . Кроме того, в муниципальные границы Иерусалима не входят анклавы Бейт-Зейт на северо-западе и Рамат-Рахель на юге.

## Экономика

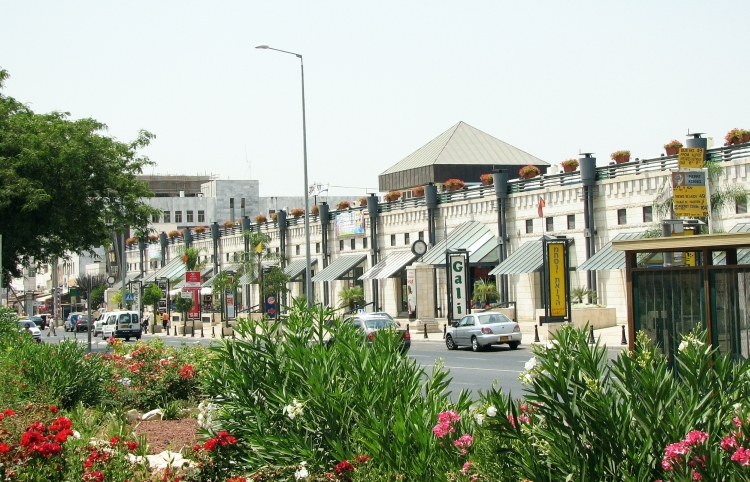
Торговый центр Хадар в районе Тальпийот

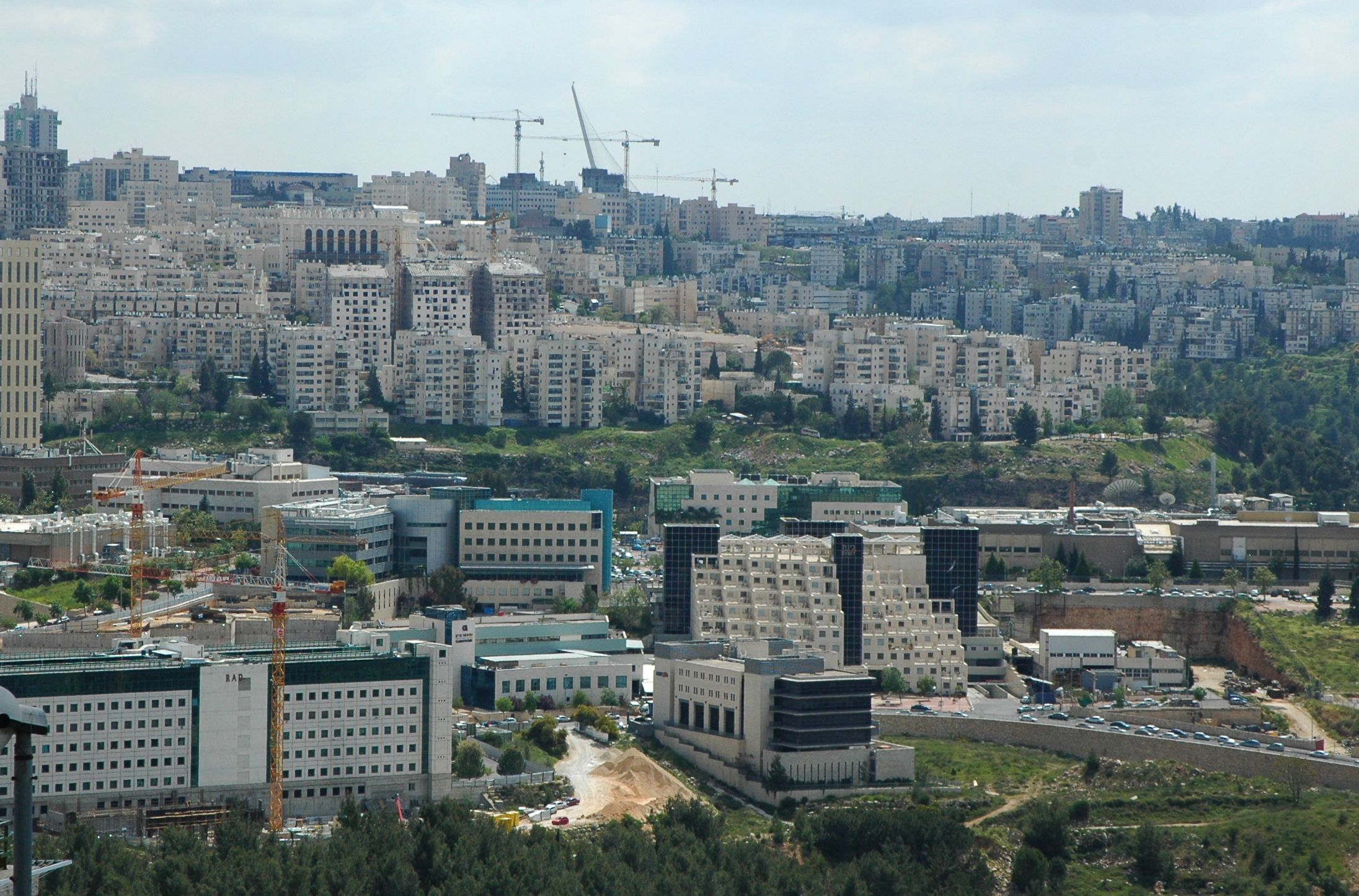
Парк высоких технологий Хар Хоцвим

Исторически, — поскольку Иерусалим был расположен вдали от крупных портов Яффы и Газы, — его экономика поддерживалась почти исключительно религиозными паломниками. Религиозные и культурные достопримечательности и сегодня остаются главным фактором, привлекающим приезжих из-за рубежа. В 2010 г. журнал Travel + Leisure назвал Иерусалим главным направлением досуговых путешествий в Африке и на Ближнем Востоке. В 2013 г. 75 % из 3,5 миллиона въехавших в Израиль туристов посетили Иерусалим. Большинство туристов посещают в Иерусалиме Старый город и Западную стену.

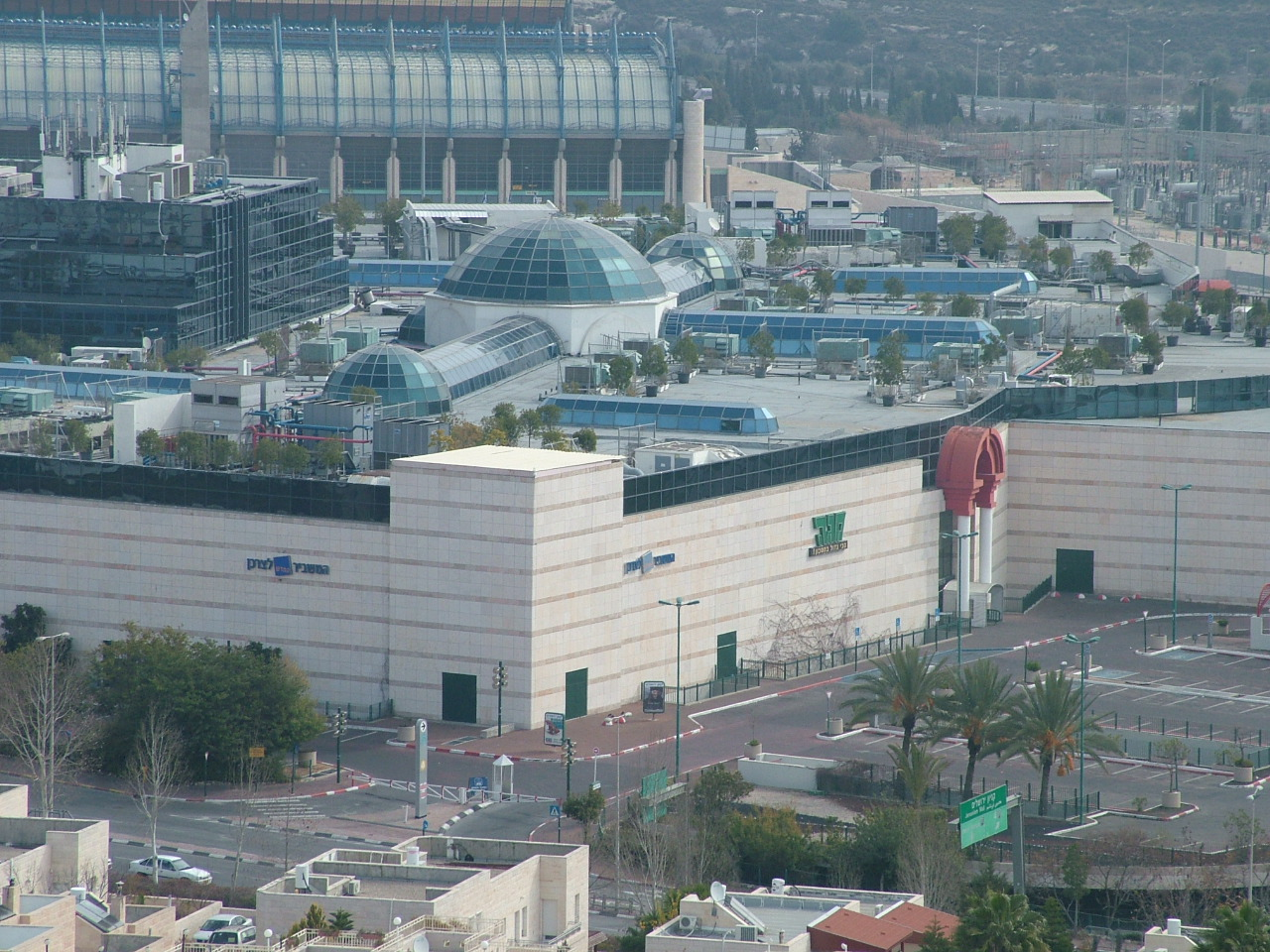
Торговый центр Малха

Со времени основания государства Израиль, национальное правительство остаётся крупным игроком в экономике Иерусалима. Правительство, с центром в Иерусалиме, обеспечивает большое количество рабочих мест, и предлагает субсидии и поощрения для новых бизнес-инициатив и стартапов. Хотя финансовым центром Израиля остаётся Тель Авив, всё большее число хай-тек компаний переезжают в Иерусалим — в 2006 г. они обеспечили 12 000 рабочих мест. В индустриальном парке Хар Хоцвим в северном Иерусалиме и Иерусалимском технологическом парке в южном Иерусалиме размещаются крупные научно-исследовательские центры международных технологических компании, в том числе Intel, Cisco, Teva Pharmaceutical Industries, IBM, Mobileye, Johnson & Johnson, Medtronic и другие. В апреле 2015 г. Time Magazine выбрал Иерусалим в числе пяти развивающихся технологических центров планеты, заявив, что «Город превратился в процветающий центр стартапов, акселераторов и инвесторов в областях биомедицинских и чистых технологий, интернета/сотовой связи — а также структур, предоставляющих поддерживающий сервис.».

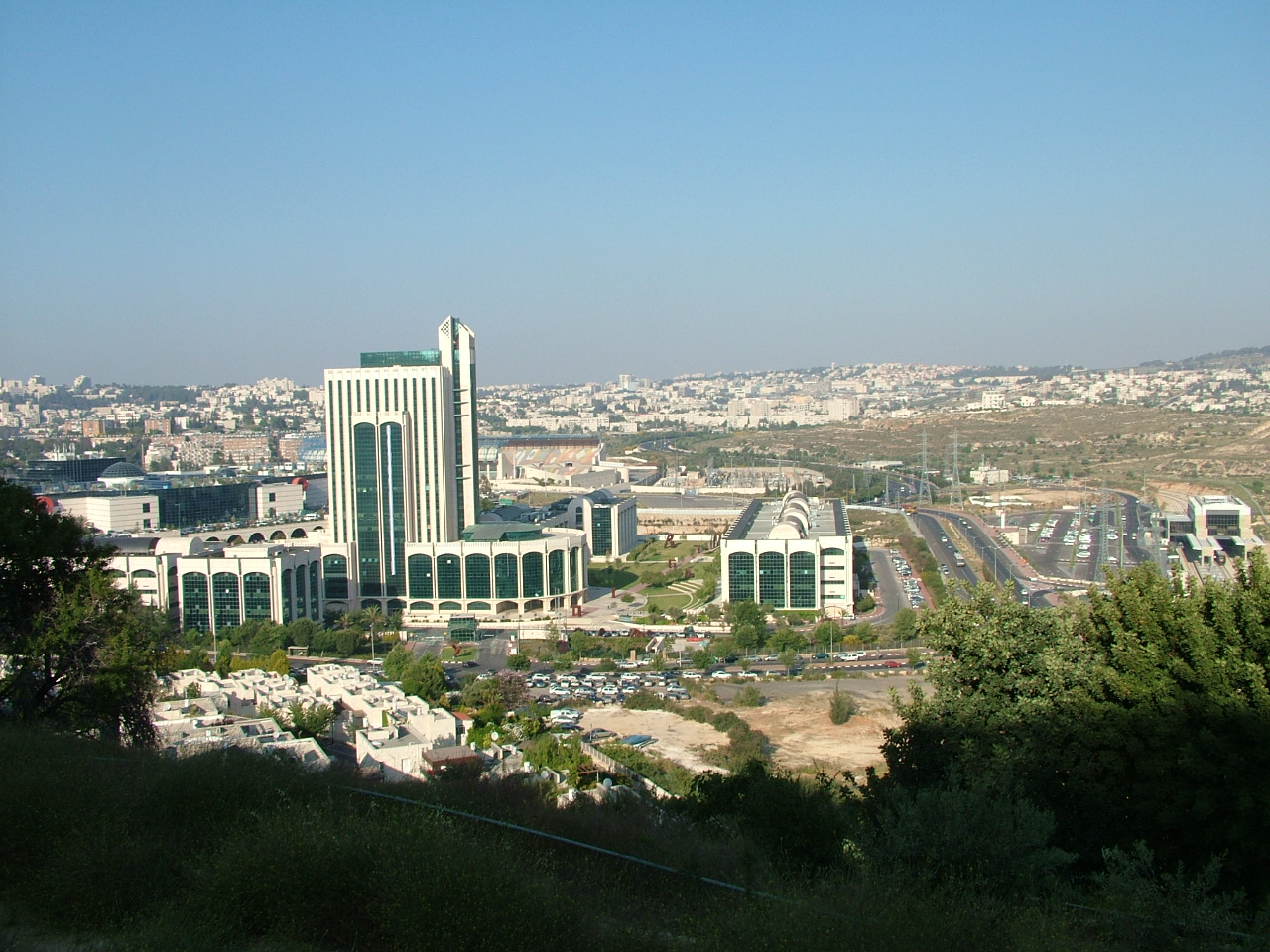
Иерусалимский технологический парк

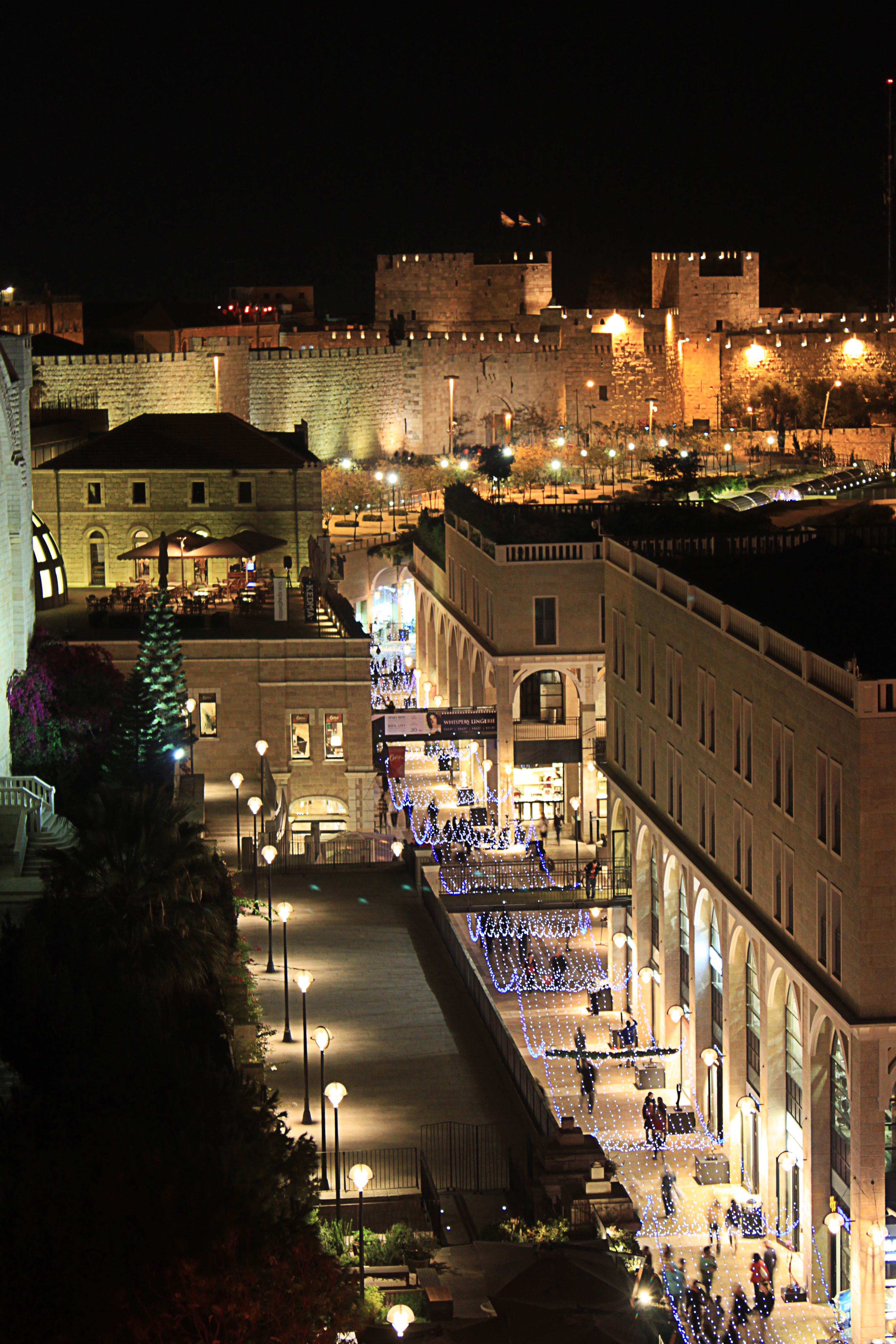
Примыкающая к стенам Старого города улица Мамила, украшенная фешенебельными магазинами

Превосходящими среднестатистические являются доли занятых в образовании (17,9 % против 12,7 %), здравоохранении и социальном обеспечении (12,6 % против 10,7 %), общественных и социальных службах (6,4 % против 4,7 %), гостиничной и ресторанной сферах (6,1 % против 4,7 %) и общественном администрировании (8,2 % против 4,7 %). В период Британского Мандата был принят закон, требующий, чтобы все здания строились из иерусалимского камня — с целью сохранения уникального исторического и эстетического характера города. Этот, до сих пор действующий, строительный регламент дополняется противодействием развитию в Иерусалиме тяжёлой промышленности; лишь около 2,2 % земли в Иерусалиме отведено под «промышленность и инфраструктуру». Для сравнения, доля земли, отведённой под промышленность и инфраструктуру, в Тель-Авиве больше в два раза, а в Хайфе — в семь раз. Лишь 8,5 % рабочей силы Иерусалимского округа занято в производственном секторе, что составляет половину от среднего показателя по стране (15,8 %).

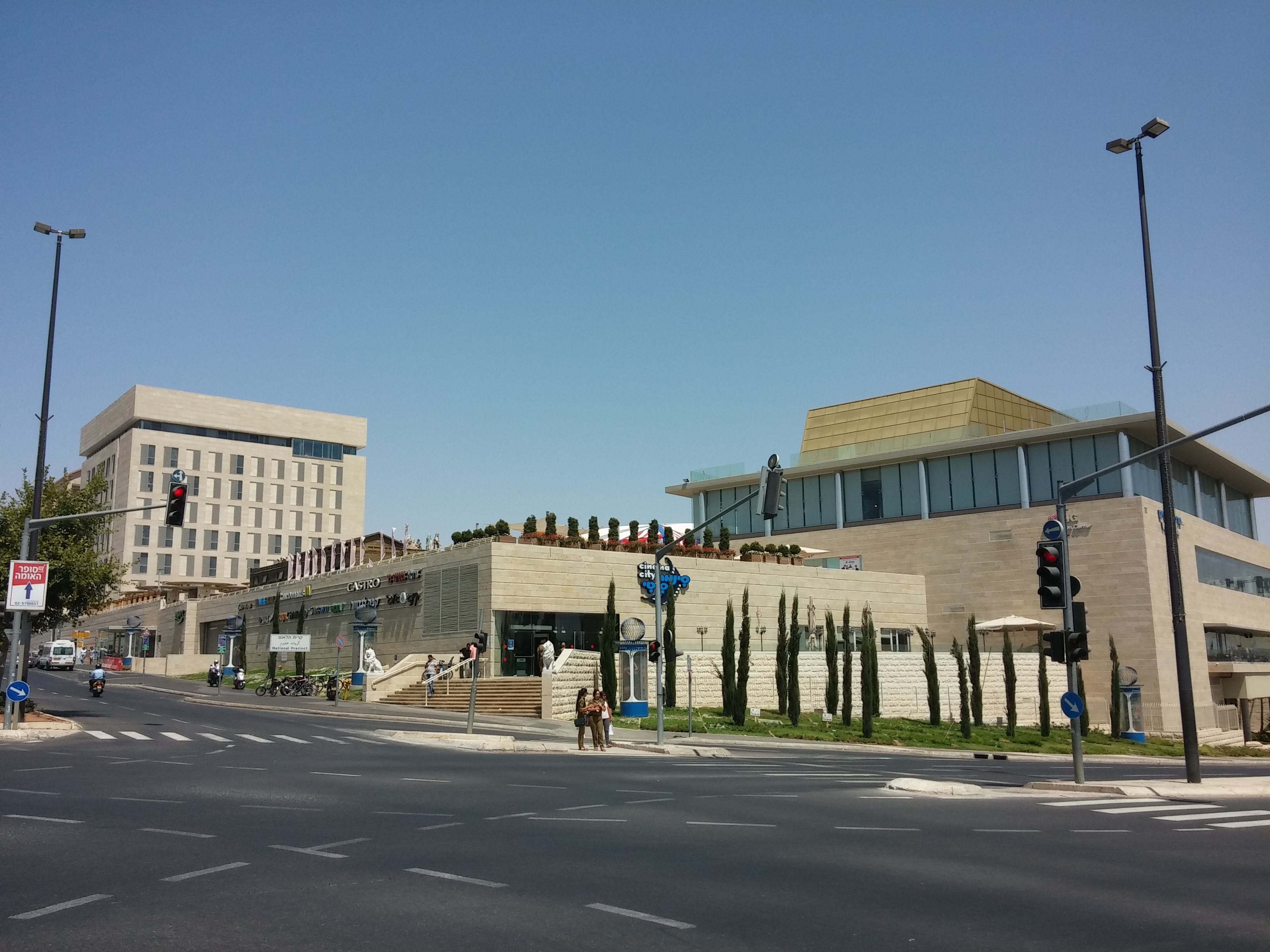
Cinema City

Хотя многие статистические данные указывают на рост экономики города, с 1967 г. Восточный Иерусалим отстаёт в развитии от Западного Иерусалима. Тем не менее, процент арабских домохозяйств, члены которых заняты наёмным трудом (76,1 %), выше, чем еврейских (66,8 %). Уровень безработицы в Иерусалиме (8,3 %) несколько ниже, чем в среднем по стране (9,0 %), хотя гражданское экономически активное население составляет менее чем половину от всего населения в возрасте от 15 лет и старше — то есть меньшую долю по сравнению с Тель-Авивом (58,0 %) и Хайфой (52,4 %). Бедность остаётся проблемой города, так как 37 % иерусалимских семей в 2011 жили ниже черты бедности. Согласно отчёту Ассоциации за гражданские права в Израиле (АГПИ), в 2012 г. в бедности жили 78 % иерусалимских арабов — больше, чем в 2006 г. (64 %). В то время как АГПИ приписывает этот рост недостатку возможностей трудоустройства, инфраструктуре и деградации системы образования, Ир Амим винит правовой статус палестинцев в Иерусалиме.

### Высотное строительство
Очертания Иерусалима традиционно были малоэтажными. В разное время, в периоды отсутствия чёткой политики в этой области, в центральной части города было построено около 18 высоких зданий. Одно из них — Holyland Tower 1, самое высокое здание в Иерусалиме — возвышаясь на 32 этажа, по международным стандартам является небоскрёбом. Holyland Tower 2, строительство которого согласовано, достигнет такой же высоты.
Новый генеральный план города предусматривает строительство множества высотных зданий, — включая небоскрёбы, — в определённых, предусмотренных для этих целей зонах центральной части Иерусалима. Согласно плану, башни выстроятся вдоль Яффской дороги и улицы Короля Георга. Одна из предполагаемых башен на улице Короля Георга, Мигдаль Мерказ ХаЙекум, планируется в виде 65-этажного здания — это означает, что она будет одним из высочайших зданий в Израиле. У въезда в город, возле Струнного моста и Центрального автовокзала, будут построены двенадцать башен от 24 до 33 этажей высотой. Они станут частью комплекса, который включит также открытую площадь и подземный железнодорожный вокзал, обслуживающий новую экспресс-линию между Иерусалимом и Тель-Авивом, и будут соединены мостами и подземными тоннелями. Одиннадцать из этих небоскрёбов будут либо офисными, либо многоквартирными зданиями, а один — отелем на 2 000 номеров. Ожидается, что комплекс привлечёт множество бизнесов из Тель-Авива и станет главным деловым центром города. Кроме того, будет построен комплекс для городских судов и офиса прокурора, равно как и новые здания для Центрального Сионистского Архива и Государственного архива Израиля. Ожидается, что построенные по всему городу небоскрёбы вместят в себя общественные помещения, магазины, рестораны и развлекательные площадки, и высказываются предположения, что это может вдохнуть новую жизнь в центральный район Иерусалима.

## Транспорт

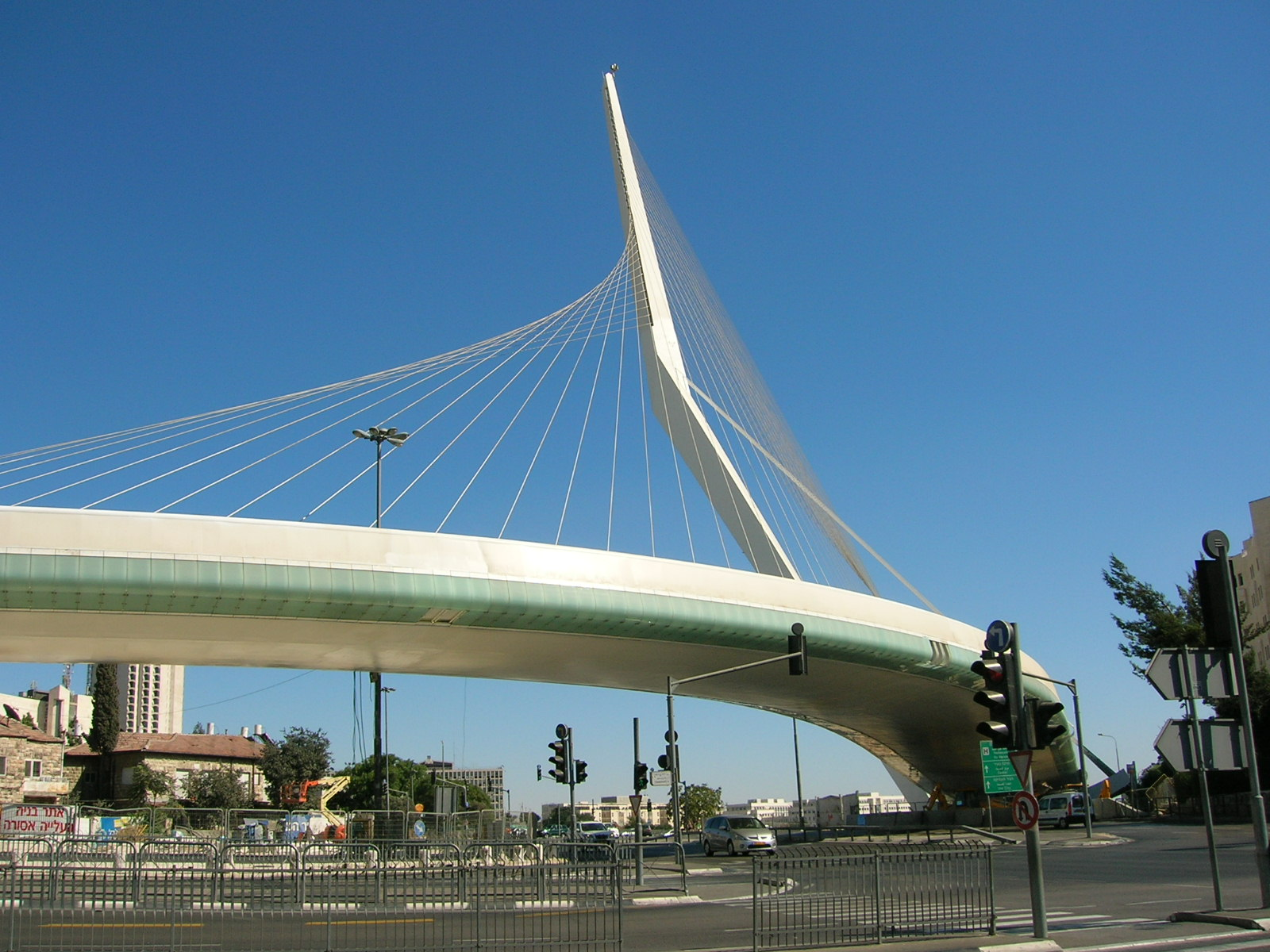
Струнный мост

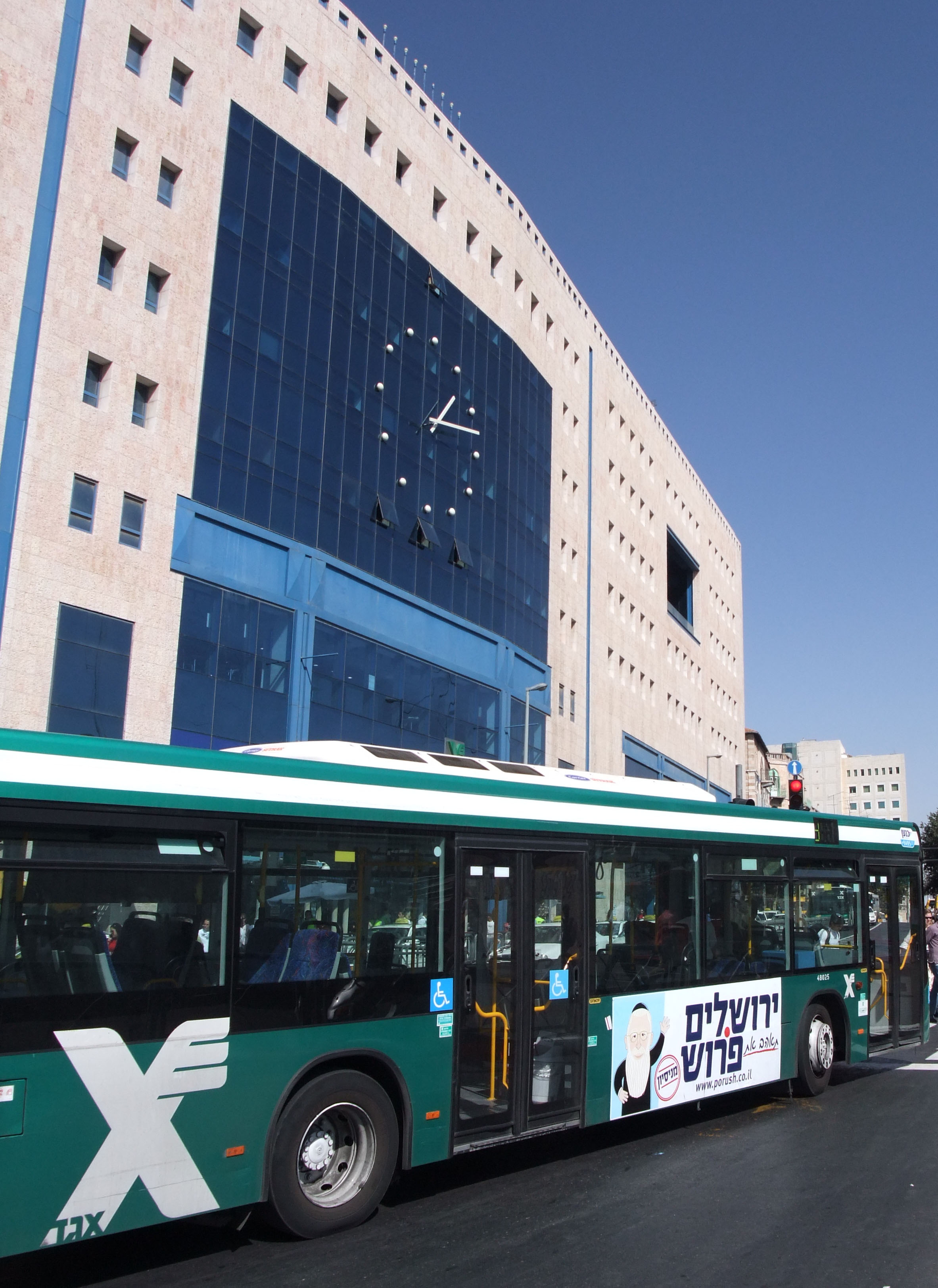
Иерусалимский центральный автовокзал

В 1892 году в Иерусалим была проведена железнодорожная линия, связавшая его с Яффой. Линия была закрыта в 1998 году, и в течение некоторого времени Иерусалим оставался без железнодорожного сообщения. 9 апреля 2005 года участок линии между Иерусалимом и Бейт-Шемешем был открыт вновь. В сентябре 2018 года состоялось открытие новой железнодорожной скоростной ветки Иерусалим — Тель-Авив, строительство которой включало прокладку тоннелей. Благодаря высокой скорости, дорога между городами теперь занимает всего 25 минут.

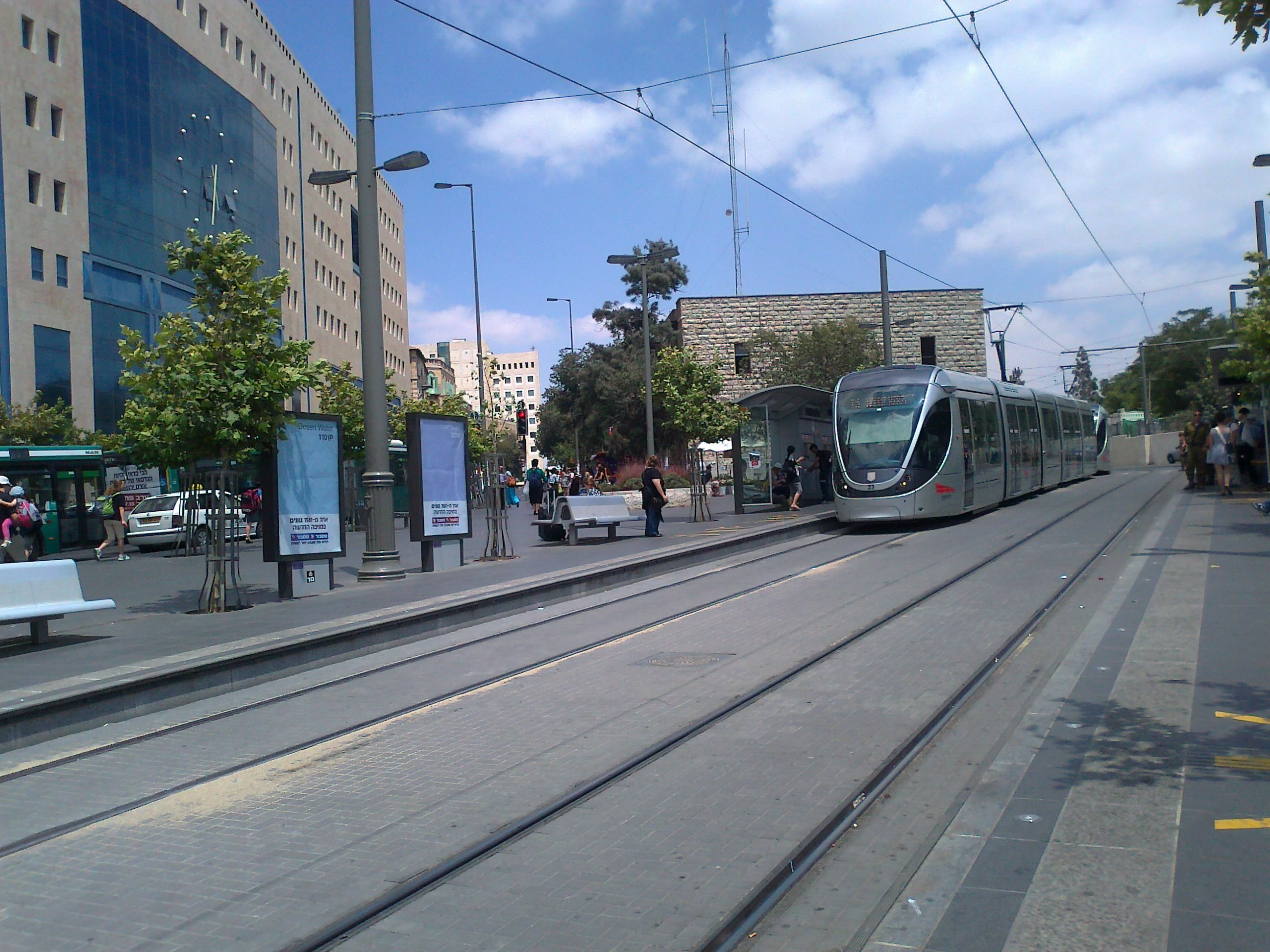
Иерусалимский скоростной трамвай

В 2011 году была открыта первая линия городского трамвая. Существует специальный туристический автобусный маршрут № 99, по которому ходит двухэтажный экскурсионный автобус.
В городе действуют автобусные линии, часть из них работает ночью. Начиная с вечера пятницы и заканчивая вечером субботы, городской и междугородний транспорт в еврейской части Иерусалима (зелёные автобусы компании Egged и трамваи) не функционирует (по соображениям соблюдения традиций Шаббата). Арабская автобусная станция у Дамасских (Шхемских) ворот Старого города и отходящие от неё маршруты в Восточный Иерусалим, в города Палестинской Автономии и к иорданской границе (белые автобусы) действуют постоянно, но в ночное время движение этих автобусов не осуществляется.

## Культура

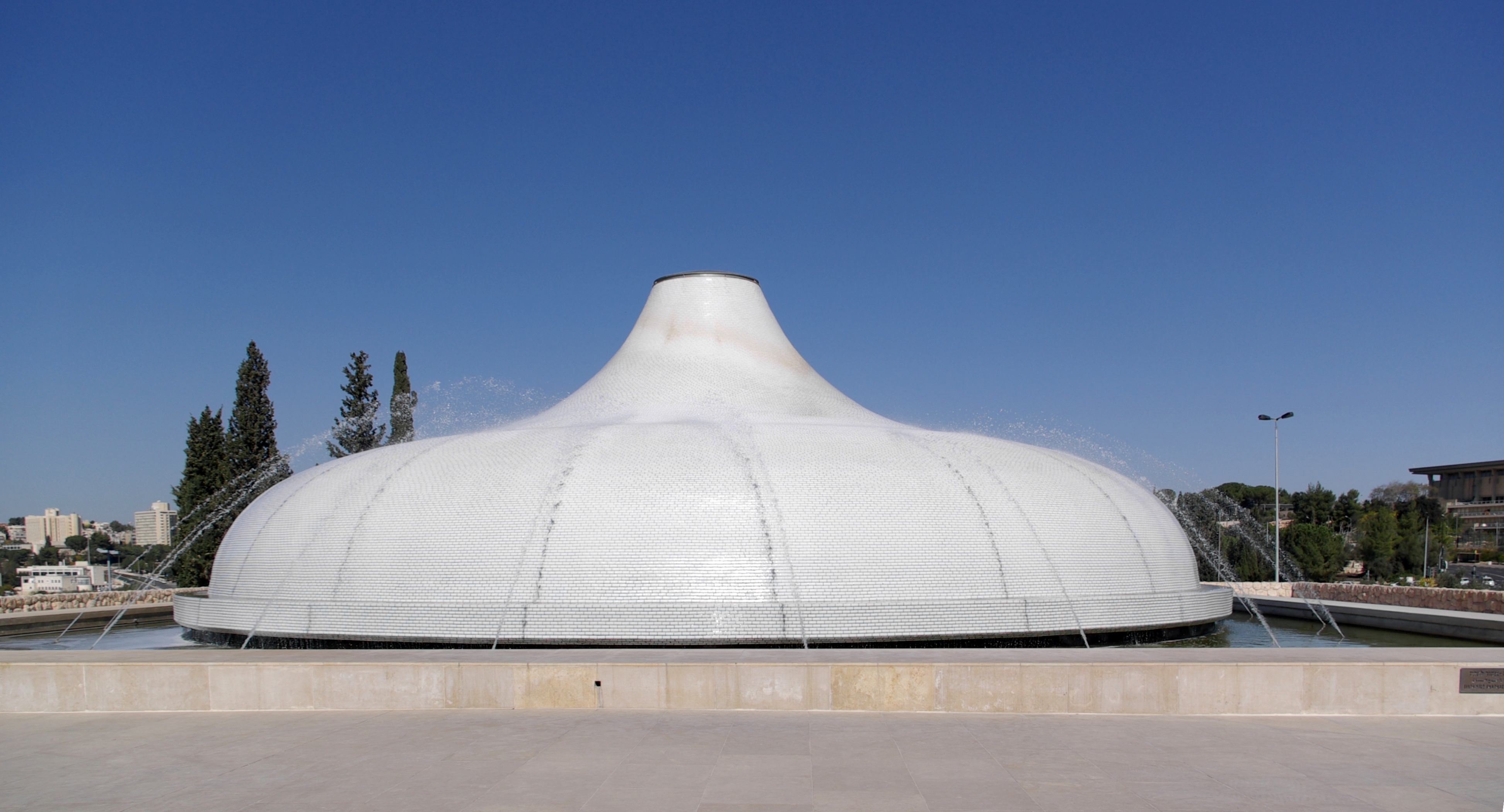
Храм Книги в Музее Израиля, в котором хранятся Свитки мёртвого моря

Хотя Иерусалим известен в основном благодаря своей религиозной значимости, город является также местом нахождения многих художественных и культурных площадок. Музей Израиля привлекает почти миллион посетителей в год, приблизительно треть из которых составляют туристы. Музейный комплекс площадью 81 000 м². состоит из нескольких зданий, в которых представлены специальные выставки и обширные коллекции иудаики, археологических находок, израильского и европейского искусства. Свитки Мёртвого моря, обнаруженные в середине XX в. в Кумранских пещерах возле Мёртвого моря, размещены в Храме Книги этого музея. Молодёжное крыло, в котором организуются временные выставки и проводится обширная программа художественного образования, ежегодно посещают 100 000 детей. В музее имеется большой открытый сад скульптур и уменьшенная модель Второго Храма.

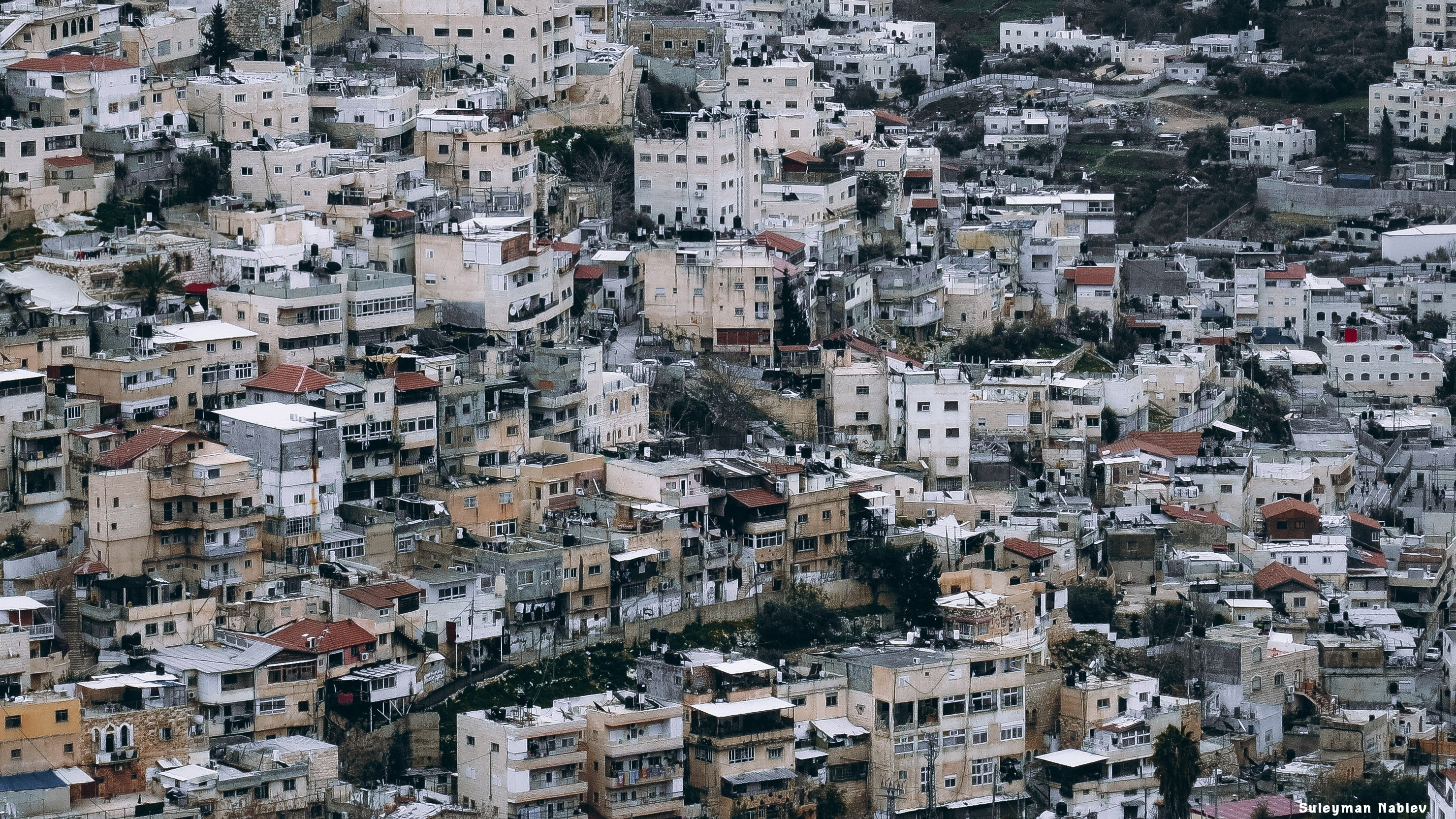
Арабский квартал

Музей Рокфеллера, расположенный в Восточном Иерусалиме, был первым археологическим музеем на Ближнем Востоке. Он был построен в 1938 г., в период Британского Мандата.
Рядом с Израильским музеем, возле Национального кампуса археологии Израиля, расположен Музей библейских стран, в котором находятся офисы Управления древностей Израиля. По соседству с горой Сион, на участке, называемом «Библейский холм», планируется строительство Мирового библейского центра. Планируемый Мировой центр каббалы должен располагаться на близлежащем променаде, с которого открывается вид на Старый город.
Национальное кладбище Израиля расположено на западной окраине города, возле Иерусалимского леса на горе Герцля. Западным продолжением горы Герцля является гора Памяти, где расположен главный музей Холокоста в Израиле. В Яд ва-Шем, национальном израильском мемориале жертв Катастрофы, расположена крупнейшая в мире библиотека информации, связанной с Холокостом. В ней хранится около 100 000 книг и статей. Комплекс включает в себя являющийся произведением искусства музей, в котором геноцид евреев исследуется посредством экспозиций, концентрирующихся на персональных историях индивидов и семей, уничтоженных во время Катастрофы. Имеется также художественная галерея, представляющая работы погибших художников. Кроме того, в Яд Вашеме увековечена память полутора миллионов еврейских детей, убитых нацистами, и возданы почести Праведникам мира.

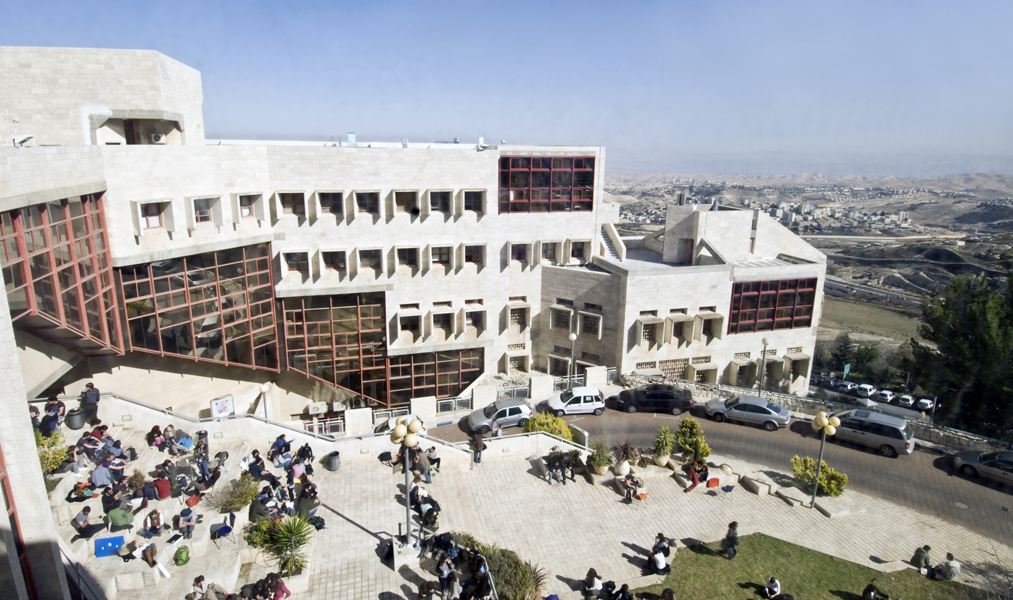
Бецалель (академия) — израильская национальная Академия художеств

Музей «На грани», в котором вопросы сосуществования исследуются методами искусства, расположен на дороге, разделяющей восточный и западный Иерусалим.
Иерусалимский симфонический оркестр, основанный в 1940-х годах выступает по всему миру. В Международном конференц-центре (Биньянеи ХаУма) у въезда в город размещается Израильский филармонический оркестр. Иерусалимская Синематека, Центр Жерара Бехара (ранее Баит Ха’ам) в центральной части Иерусалима, Иерусалимский музыкальный центр в Йемин Моше и музыкальный центр Тарг в Эйн-Карем также представляют различные виды искусства. Израильский фестиваль, предлагающий на закрытых и открытых площадках выступления местных и иностранных певцов, концерты, спектакли и программы уличного театра проводится ежегодно начиная с 1961 г., и Иерусалим является крупнейшим организатором этого события. Иерусалимский театр в квартале Талбия принимает у себя более 150 концертов в год, равно как и театральные и танцевальные компании и исполнители из-за рубежа. Театр Хан, разместившийся в караван-сарае напротив старого иерусалимского железнодорожного вокзала, является единственным в Иерусалиме репертуарным театром. Сам вокзал в последние годы стал площадкой для культурных событий, равно как и местом проведения Шав’уа Хасэфер (ежегодной недельной книжной ярмарки) и музыкальных представлений на открытом воздухе. Ежегодно проводится Иерусалимский международный кинофестиваль, на котором демонстрируются израильские и зарубежные фильмы.
Иерусалимский библейский зоопарк стабильно занимает высшие места среди израильских туристических объектов.
В доме Тихо в центральной части Иерусалима размещены картины Анны Тихо и коллекция иудаики её мужа — офтальмолога, открывшего первую глазную клинику в Иерусалиме в этом здании в 1912 году. Аль-Хоаш, учреждённый в 2004 г., является галереей, в которой сберегается палестинское искусство.

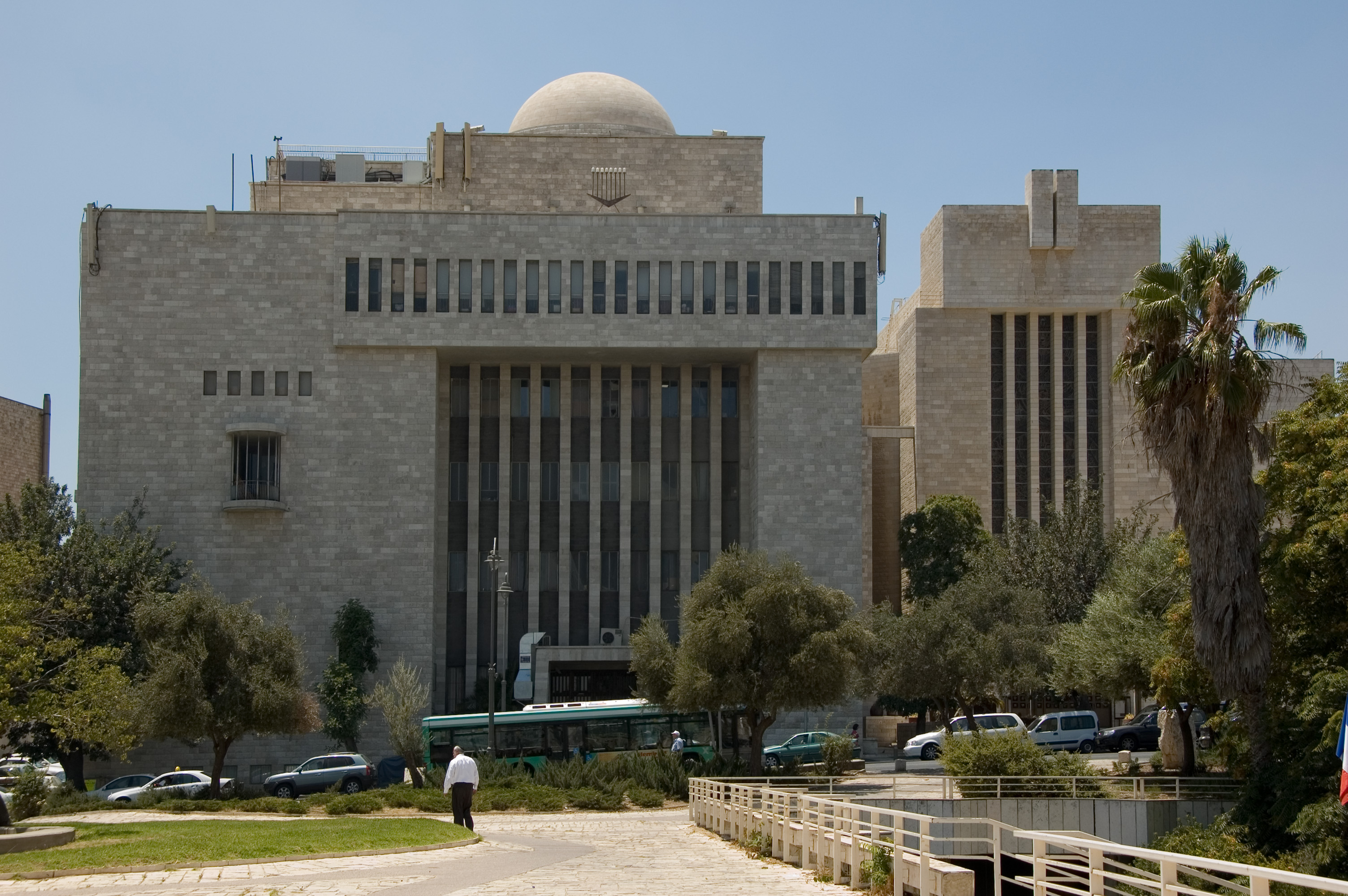
Гейхал Шломо

В 1974 г. была основана Иерусалимская синематека. В 1981 она была перенесена в новое здание на Хевронской дороге возле Долины Хинном и Старого города.
В Иерусалиме расположен Палестинский национальный театр, равным образом участвующий в сохранении культурного наследия и инновациях, и занимающийся возрождением интереса палестинцев к искусству. Национальная музыкальная консерватория Эдварда Саида спонсирует палестинский молодёжный оркестр, который в 2009 г. совершил турне по странам Залива и другим государствам Ближнего Востока. В Исламском музее на Храмовой горе, основанном в 1923 г., хранится множество исламских артефактов, начиная от крохотных склянок для кайалов и редких манускриптов и заканчивая гигантскими мраморными колоннами. Иерусалим провозглашался Столицей арабской культуры 2009 года. Хотя Израиль согласует и финансово поддерживает некоторые из арабских культурных событий, программа Арабской культурной столицы была запрещена, поскольку она спонсировалась Палестинской Национальной Администрацией. В 2009 г. в иерусалимском пригороде Бейт 'Анан был проведён четырёхдневный культурный фестиваль, который посетили более 15 000 человек.
Фонд Авраама и Иерусалимский Межкультурный Центр (ИМКЦ) продвигают совместные еврейско-палестинские культурные проекты. Иерусалимский центр ближневосточной музыки и танца открыт для арабов и евреев и предлагает семинары по еврейско-арабскому диалогу посредством искусства. Еврейско-арабский молодёжный оркестр исполняет как европейскую классическую, так и ближневосточную музыку.
В 2006 году была открыта 38-километровая прогулочная Иерусалимская тропа, проложенная через многие культурные объекты и национальные парки внутри и вокруг Иерусалима.
В 2008 году на холме между еврейским Армон ХаНецив и арабским Джебль Мукабер была воздвигнута скульптура под открытым небом Чеслава Дзьвигая «Монумент толерантности», как символ исканий мира Иерусалимом.
14 мая 2018 года в Иерусалиме открыт сквер, рядом с посольством США, который назван в честь Трампа. В сквере установлен камень с надписью «Площадь (сквер) США имени Дональда Трампа» на иврите, английском и арабском языках.

#### Средства массовой информации
Иерусалим является государственным телерадиовещательным центром Израиля. В Иерусалиме расположен главный офис Израильского управления телерадиовещания, равно как и ТВ- и радиостудии израильского радио, Второго канала, Десятого канала и часть радиостудий BBC News. Штаб-квартиры The Jerusalem Post — старейшей израильской газеты на английском языке — и The Times of Israel также находятся в Иерусалиме. К местным газетам относятся Коль Ха’Ир и The Jerusalem Times. В городе также базируется международная христианская телесеть God TV.

## Образование

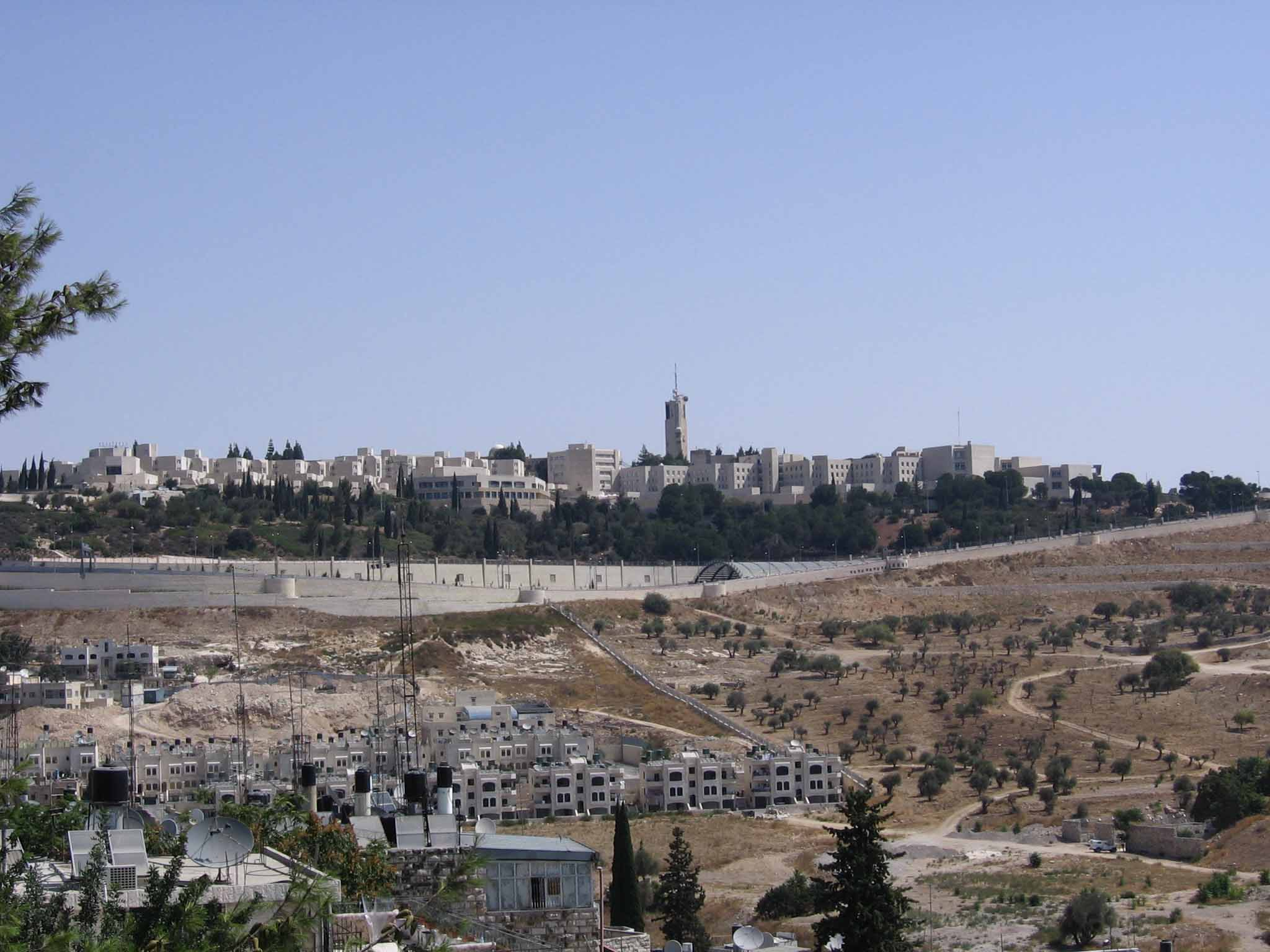
Еврейский университет в Иерусалиме, кампус на горе Скопус

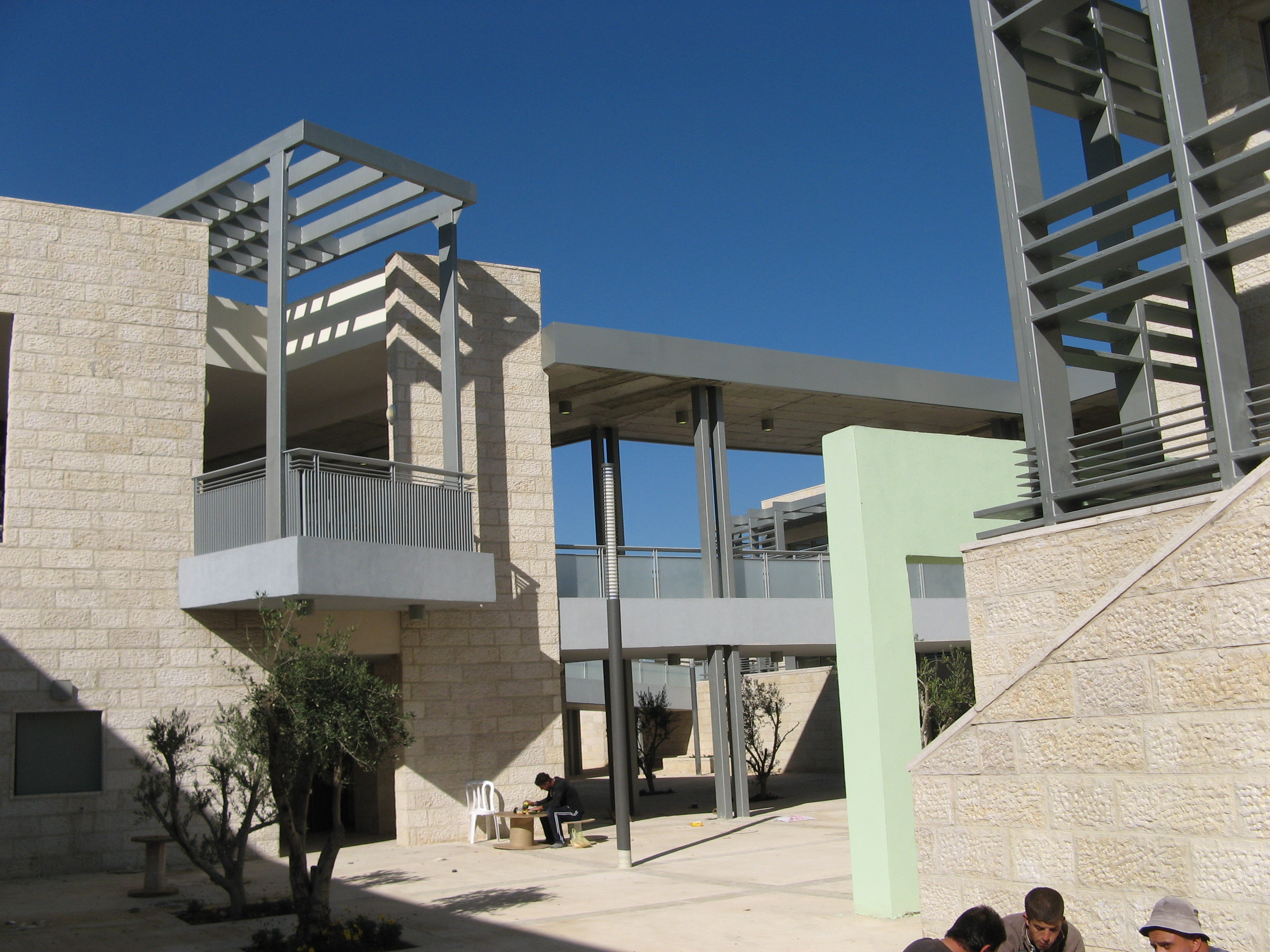
Hand in Hand, билингвальная еврейско-арабская школа в Иерусалиме

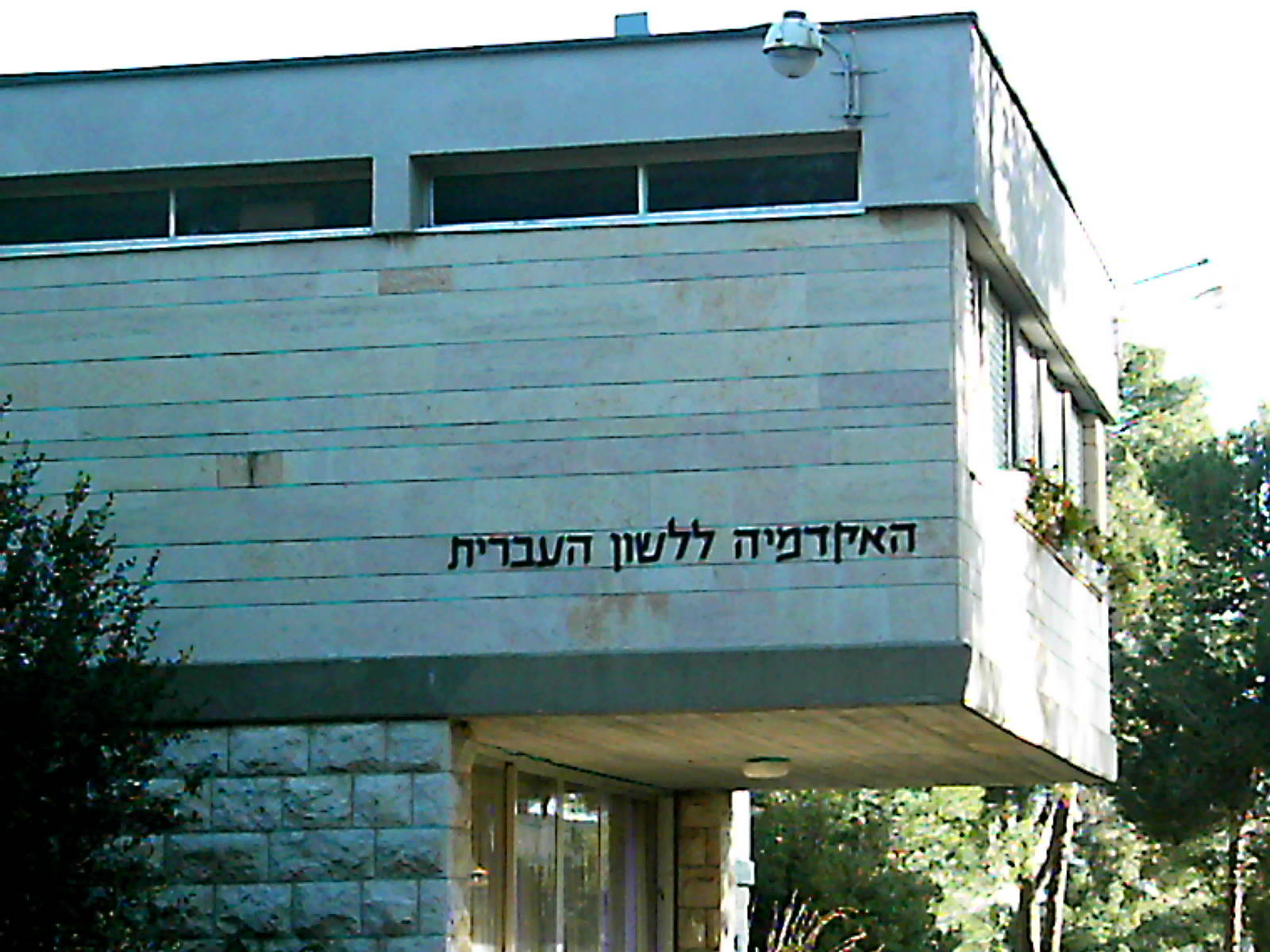
Академия языка иврит

В Иерусалиме размещаются несколько престижных университетов, предлагающих курсы на иврите, арабском и английском. Основанный в 1925 г., Еврейский университет в Иерусалиме в мировом рейтинге располагается среди первых 200 учебных заведений. Членами Правления были такие выдающиеся еврейские интеллектуалы, как Альберт Эйнштейн и Зигмунд Фрейд. Университет выпустил несколько нобелевских лауреатов; среди последних получателей премии, связанных с Еврейским Университетом — Аврам Гершко, Давид Гросс и Даниэль Канеман. Один из главных активов Университета — Еврейская национальная и университетская библиотека, хранящая более пяти миллионов книг. Библиотека открылась в 1892 г., более чем на три десятилетия раньше основания университета, и является одним из крупнейших в мире хранилищ книг на еврейскую тематику. Сегодня это одновременно центральная библиотека университета и национальная библиотека Израиля. Еврейскому университету принадлежат три кампуса в Иерусалиме: на горе Скопус, в Гиват-Рам и медицинский кампус в больнице Хадасса в Эйн Керем. Академия языка иврит расположена в Еврейском университете в Гиват Рам, а Израильская академия естественных и гуманитарных наук — возле дома президента.
Университет Аль-Кудс был основан в 1984 году, чтобы служить флагманским университетом для арабского и палестинского народов. Он позиционирует себя, как «единственный арабский университет в Иерусалиме». Нью-йоркский Бард-колледж и Университет Аль-Кудс договорились об открытии совместного колледжа в здании, изначально построенном для размещения Палестинского законодательного совета и офиса Ясира Арафата. Колледж присваивает степень магистра искусств по педагогике. Университет Аль-Кудс расположен к юго-востоку от собственно города, в кампусе Абу Дис, занимающем 190 000 кв.м. Другими учреждениями высшего образования в Иерусалиме являются Иерусалимская академия музыки и танца и Академия искусства и дизайна Бецалель, здания которых расположены в кампусах Еврейского Университета.
Иерусалимский технологический колледж, основанный в 1969 году, сочетает обучение по инженерным наукам и другим высокотехнологичным предметам с программой по еврейским дисциплинам. Это одна из многих школ в Иерусалиме, — от начальной школы и далее, — объединяющих светские и религиозные дисциплины. В городе базируются бесчисленные религиозные образовательные учреждения и Ешивот, включая некоторые из самых престижных ешив, среди которых Бриск, Хеврон, Мидраш Шмуэль и Мир; ешива Мир утверждает, что является крупнейшей.
Из-за высокой доли школьников, обучающихся в структурах харедим, лишь часть выпускников двенадцатых классов получают аттестат зрелости (багрут). В отличие от государственных школ, многие школы харедим не готовят учащихся к сдаче стандартных тестов. Чтобы привлечь в Иерусалим больше университетских студентов, город начал предлагать специальный пакет финансовых стимулов и субсидий на жильё студентам, снимающим квартиры в центральной части Иерусалима.
Школы для арабов в Иерусалиме и других частях Израиля подвергаются критике за то, что они предлагают образование более низкого уровня, чем ориентированные на учащихся — израильских евреев. Поскольку многие школы в густонаселённом арабами Восточном Иерусалиме заполнены до предела и поступают жалобы на переполненность, иерусалимский муниципалитет в настоящее время строит более десятка новых школ в арабских кварталах города. В марте 2007 г. израильское правительство одобрило 5-летний план строительства в городе 8 000 новых помещений для занятий, 40 % в арабском секторе и 28 % в секторе харедим. На этот проект было выделено 4,6 миллиарда шекелей. В 2008 г., британские еврейские филантропы пожертвовали 3 миллиона долларов на строительство школ для арабов в Восточном Иерусалиме. Арабские старшеклассники сдают вступительные экзамены багрут, поэтому большая часть их программы параллельна таковой других израильских средних школ и включает некоторые еврейские дисциплины.

## Спорт

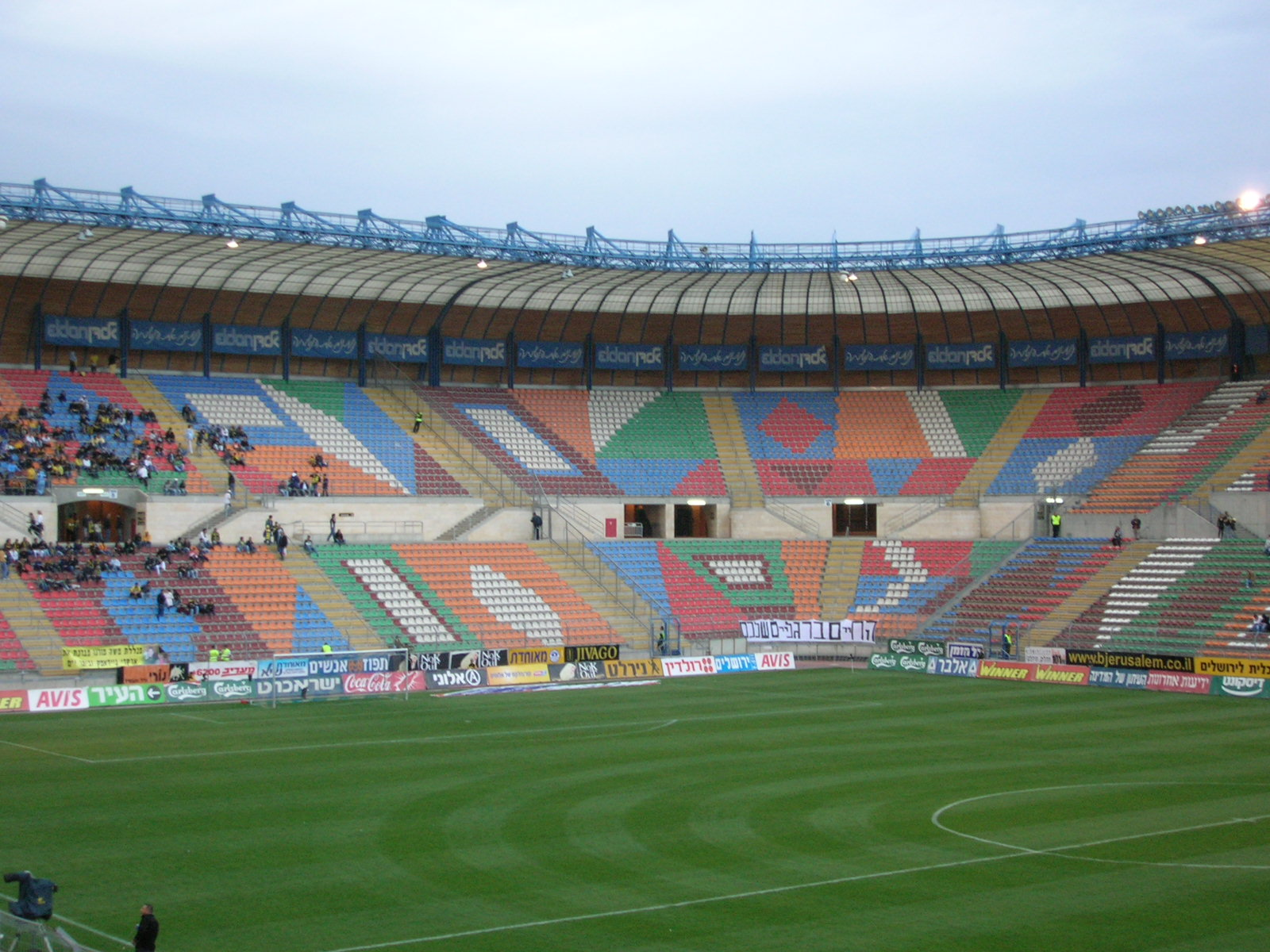
Стадион «Тедди», Малха

Двумя популярнейшими видами спорта являются футбол и баскетбол. Иерусалимский футбольный клуб «Бейтар» — один из известнейших в Израиле. В число его фанатов входят политические деятели, которые часто посещают матчи с его участием. Другой крупной иерусалимской футбольной командой и одним из главных конкурентов «Бейтара» является клуб «Хапоэль». В то время как «Бейтар» выигрывал Кубок Израиля по футболу семь раз, «Хапоэль» завоёвывал Кубок Израиля лишь однажды. «Бейтар» шесть раз входил в высшую лигу, а «Хапоэлю» это не удалось ни разу. «Бейтар» играет в более престижной Лигат Ха-Аль, в то время как «Хапоэль» состоит во втором дивизионе — Лига Леумит. С момента своего открытия в 1992 году стадион Тедди Колека, вмещающий 21 600 зрителей, является основным футбольным стадионом Иерусалима. Самым популярным из палестинских футбольных клубов является «Джабаль Аль Мукабер» (основан в 1976 году), который играет в Премьер-лиге Западного берега. Клуб родом с горы Скопус в Иерусалиме, входит в Азиатскую конфедерация футбола и играет на Международном стадионе Фейсал Аль-Хуссейни в Аль-Раме, за Израильским разделительным барьером.
В иерусалимском баскетболе центральное место занимает клуб «Хапоэль», выступающий в высшем дивизионе. Клуб трижды выигрывал Кубок страны, а в 2004 году — Кубок Европы. В сезоне 2014/2015 клуб завоевал первый в своей истории титул чемпионов Израиля.
Учреждённый в 2011 году Иерусалимский марафон — это международный марафонский забег, проводимый в Иерусалиме ежегодно в марте. Полная 42-километровая трасса начинается у кнессета, проходит через гору Скопус и Армянский квартал Старого города и завершается в парке Сахер. В 2015 году Иерусалимский марафон привлёк более 25 000 бегунов, включая 2200 участников из 60 зарубежных стран.
Популярным несоревновательным спортивным событием является Иерусалимский марш, проводимый ежегодно во время праздника Суккот.
В мае 2018 года принял старт итальянского гранд-тура — велогонки «Джиро д’Италия», которая впервые стартует за пределами Европы.

## Города-побратимы
- Нью-Йорк, США (с 1993 г.)[235][236]
- Фес, Марокко (со стороны ПНА, а не Израиля)[237]
- Прага, Чехия[238]
- Аябе, Япония[239]

## Галерея

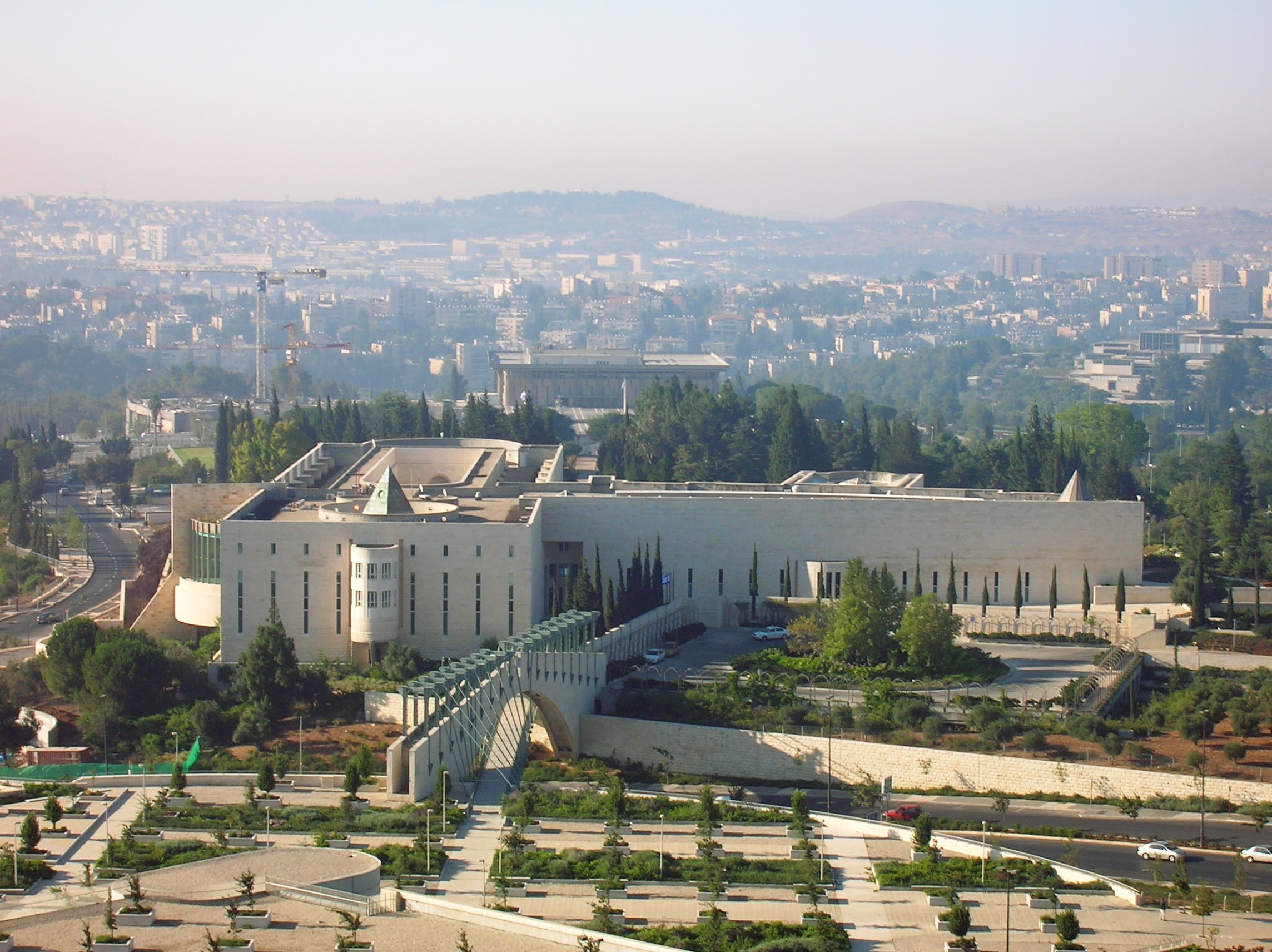
Верховный суд Израиля
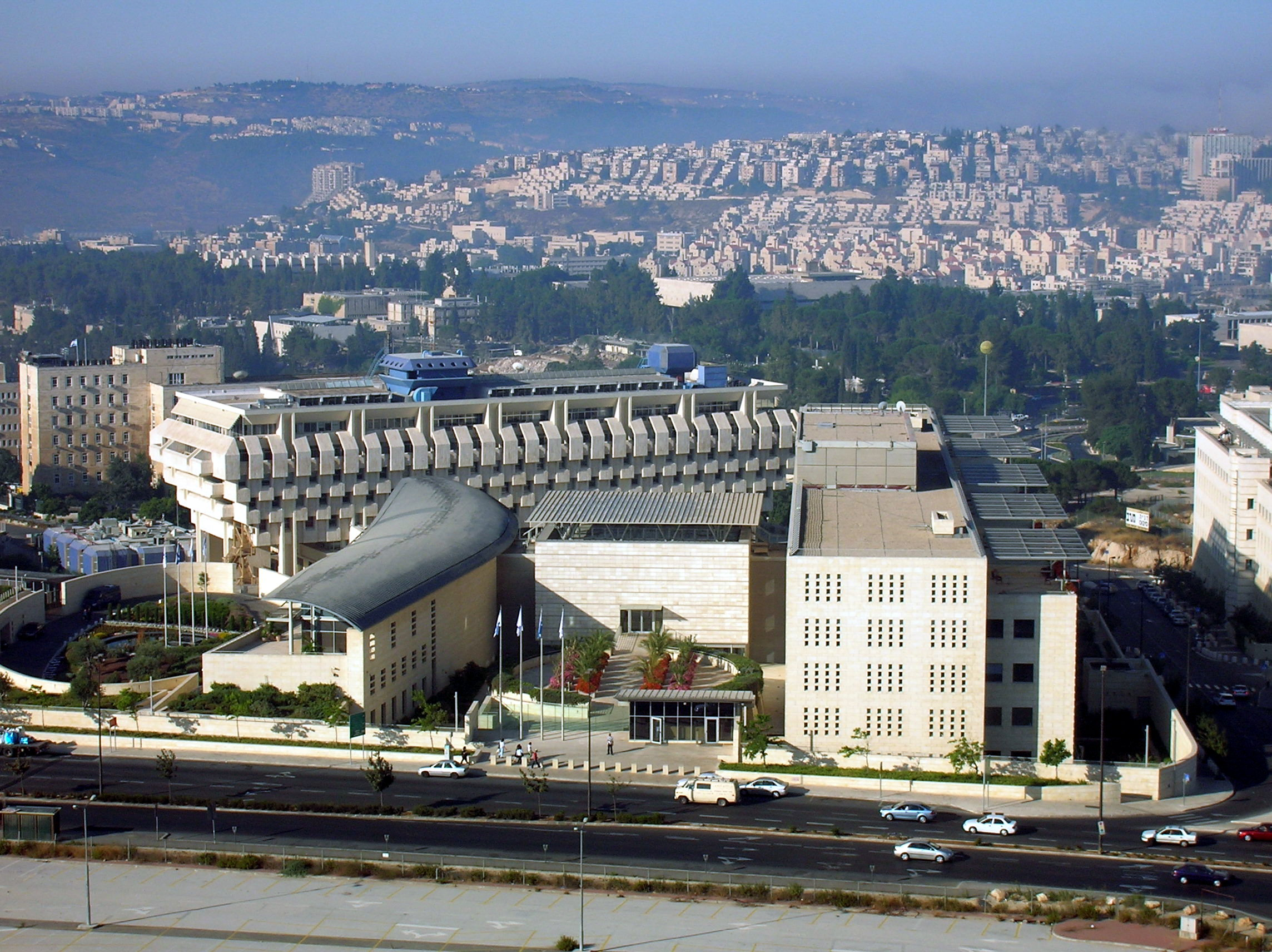
Министерство иностранных дел Израиля
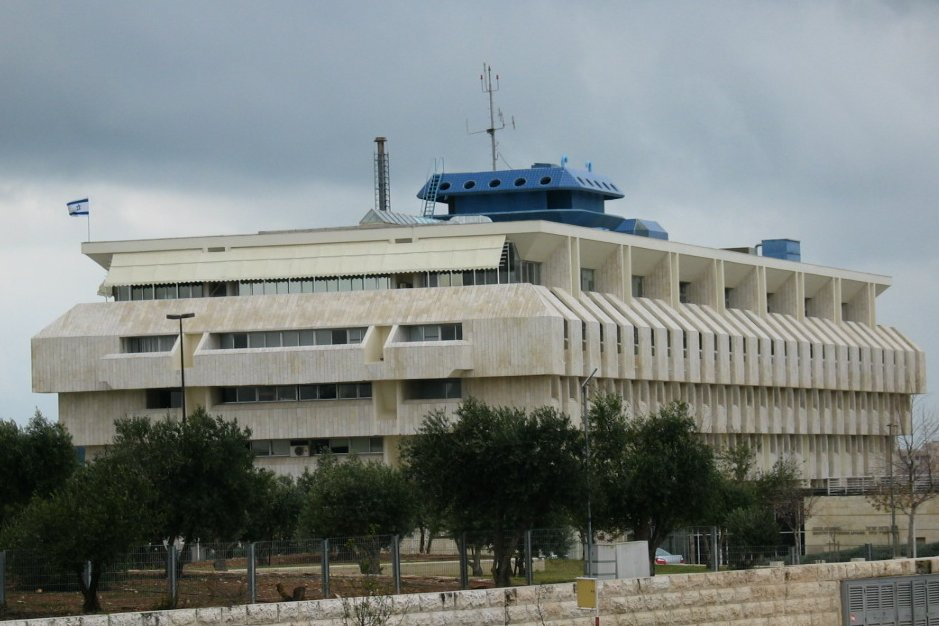
Банк Израиля
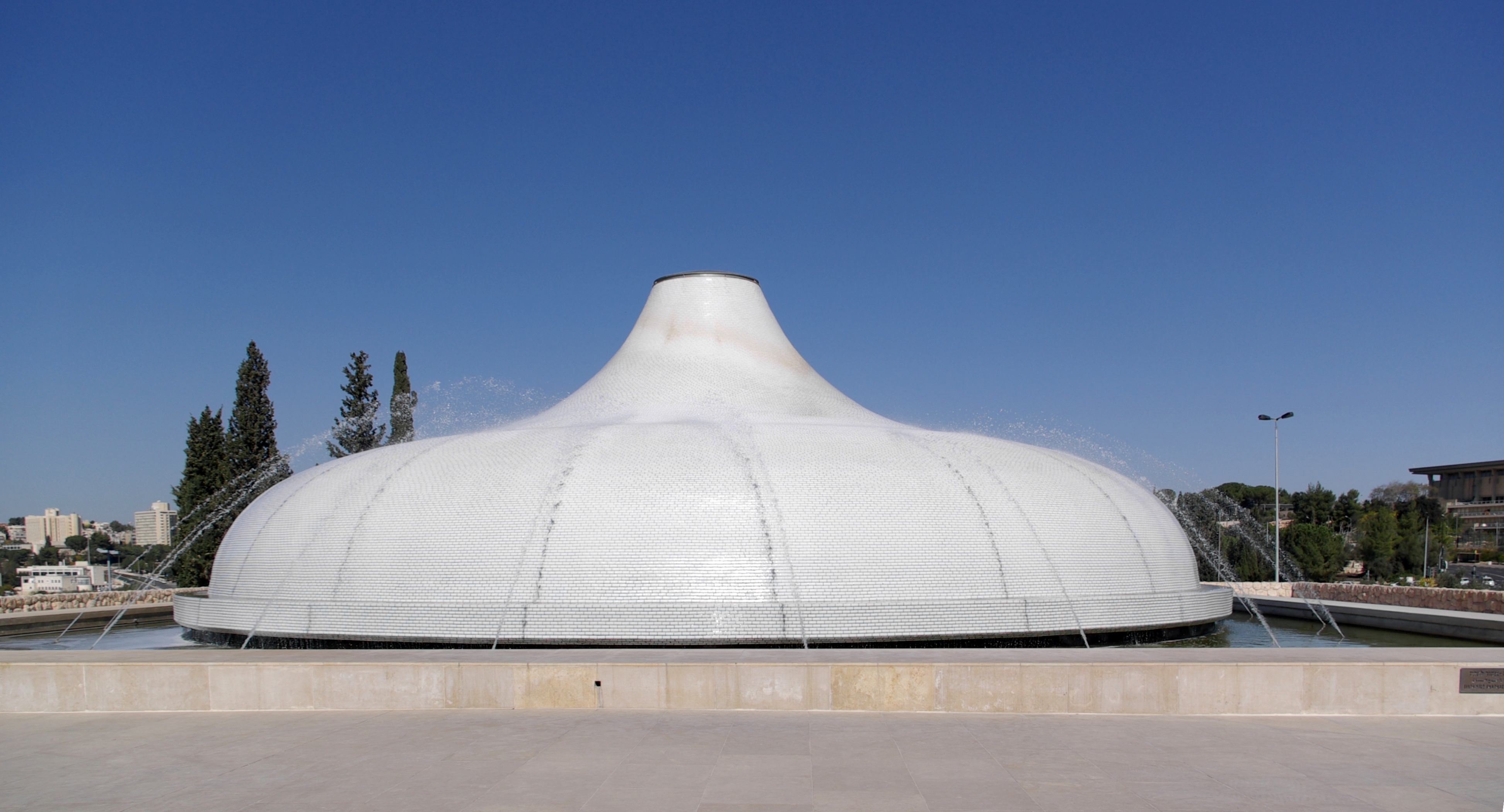
Храм Книги в Музее Израиля
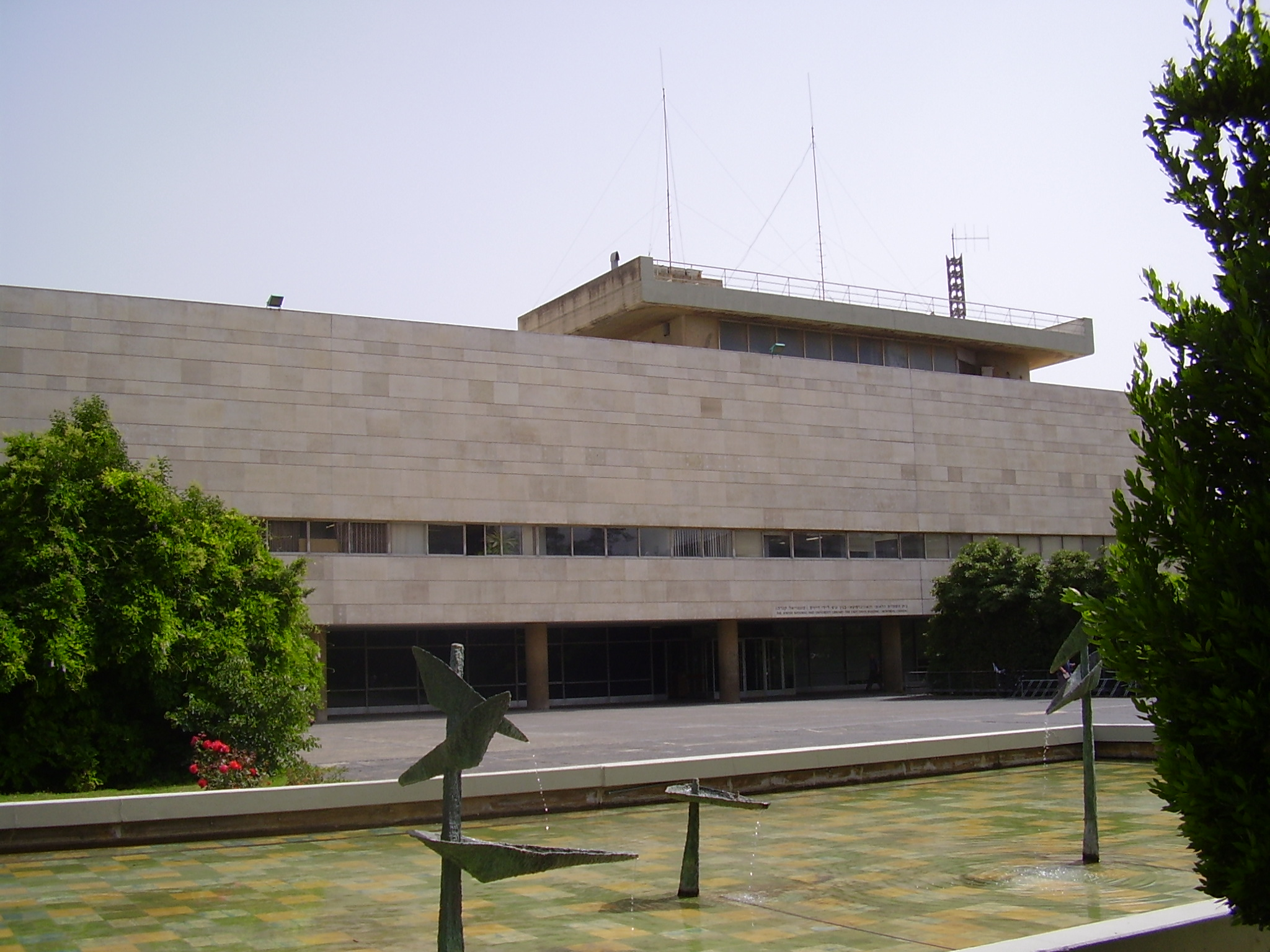
Национальная библиотека Израиля
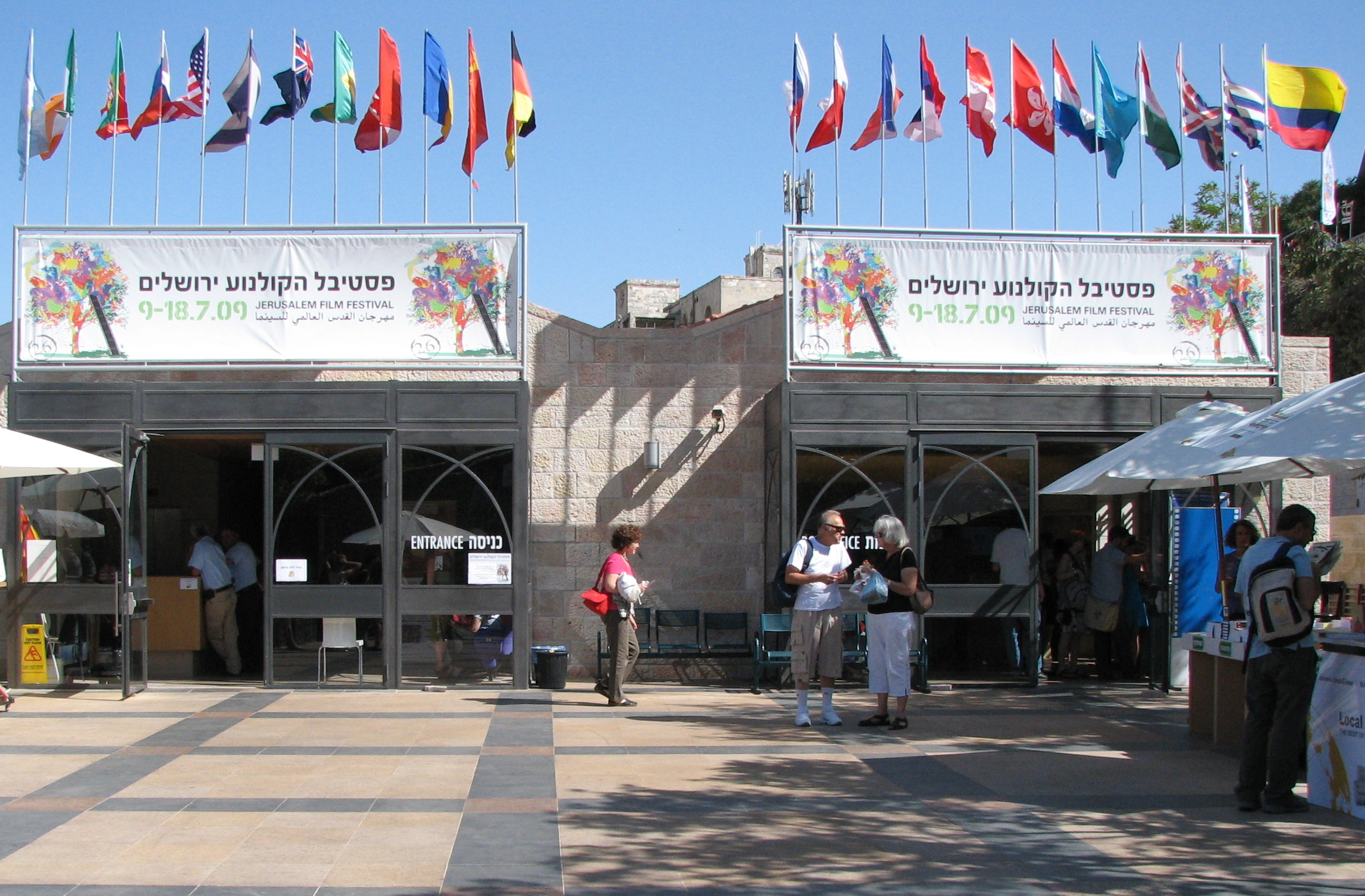
Иерусалимская Синематека
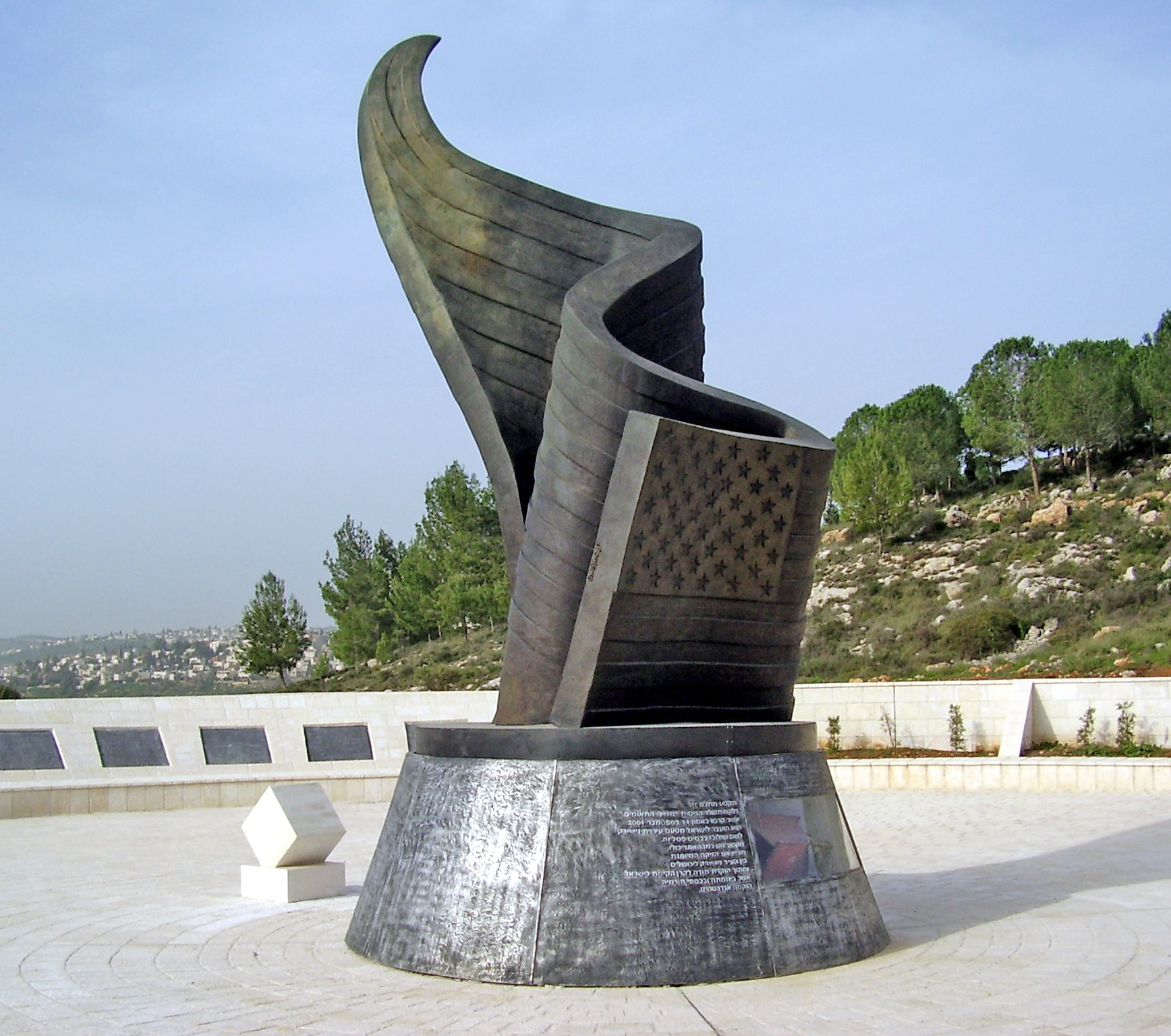
Кенотаф жертвам терактов 11 сентября в Восточном Иерусалиме
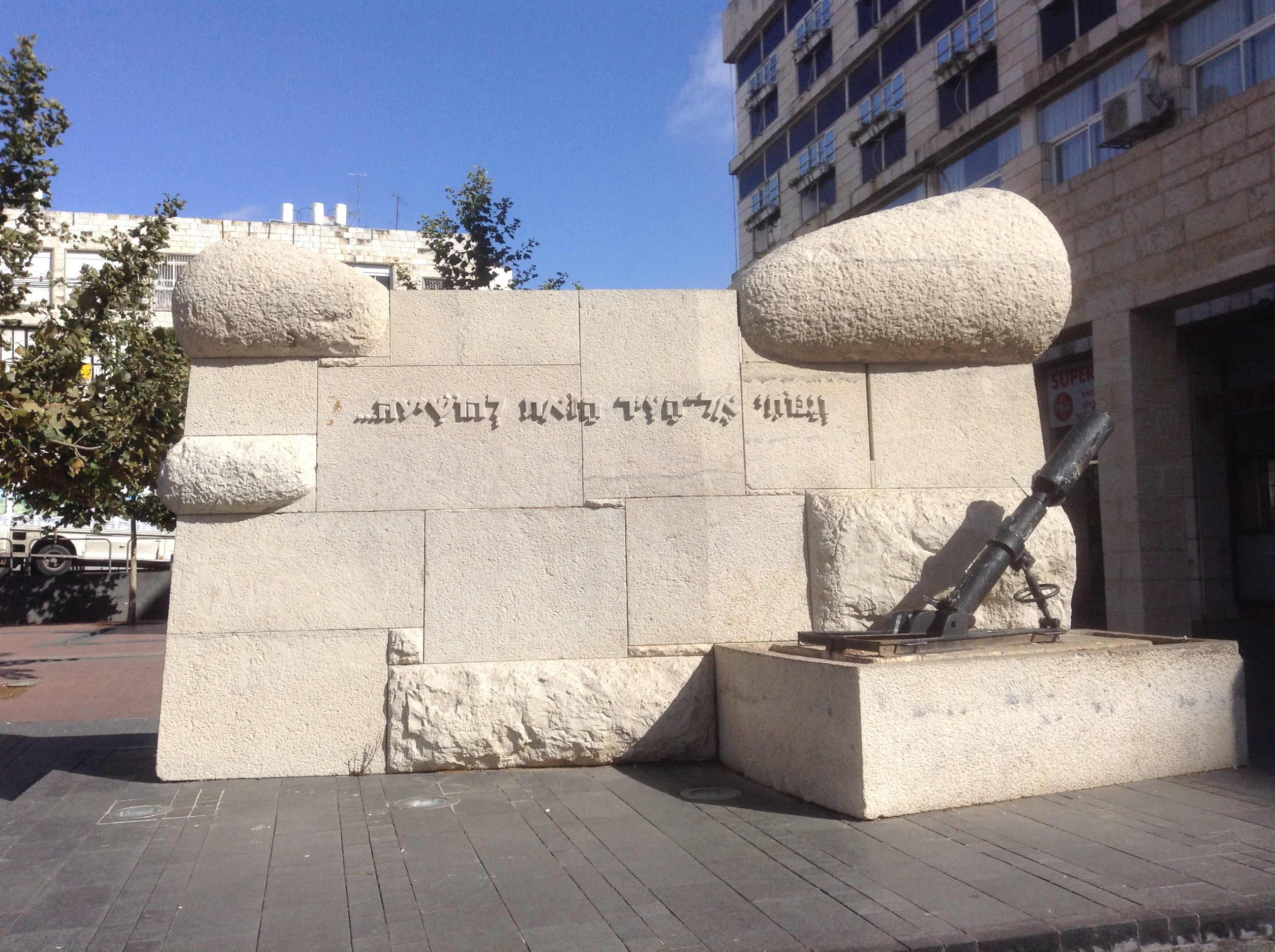
Мемориал Давидка на площади Давидка
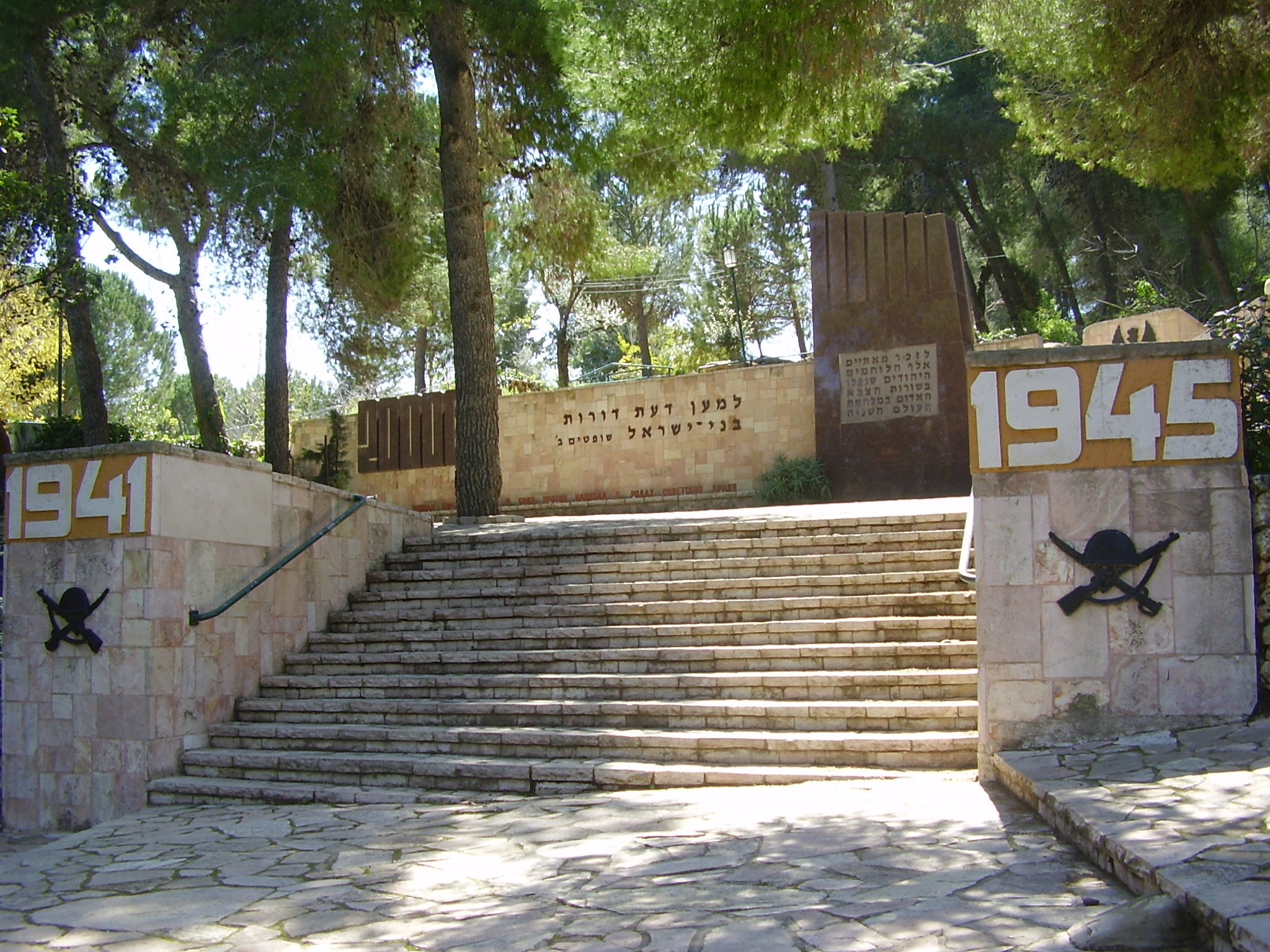
Мемориал еврейским солдатам Красной армии во Второй мировой войне
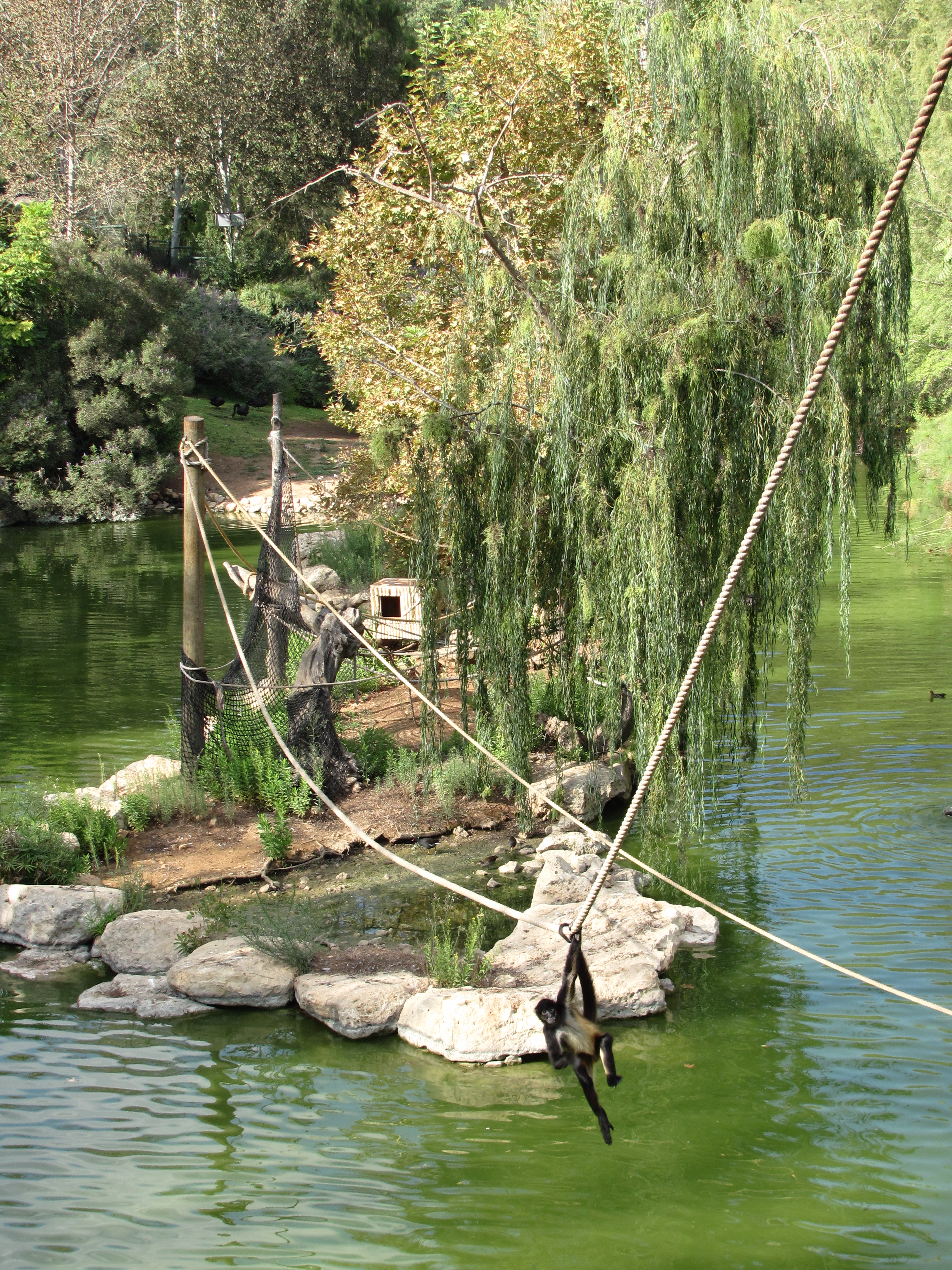
Иерусалимский библейский зоопарк
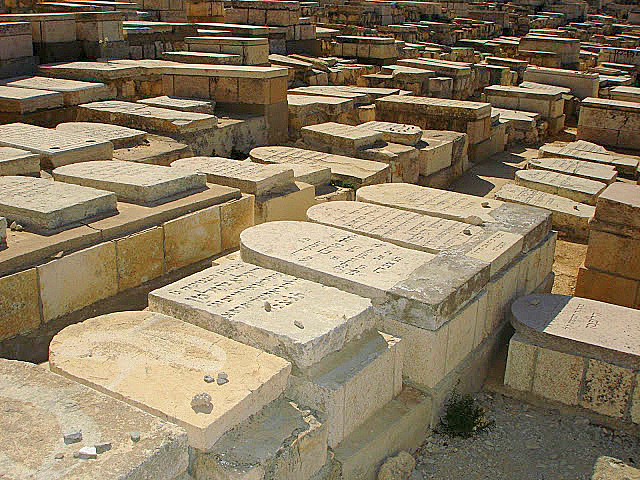
Еврейское кладбище на Елеонской горе
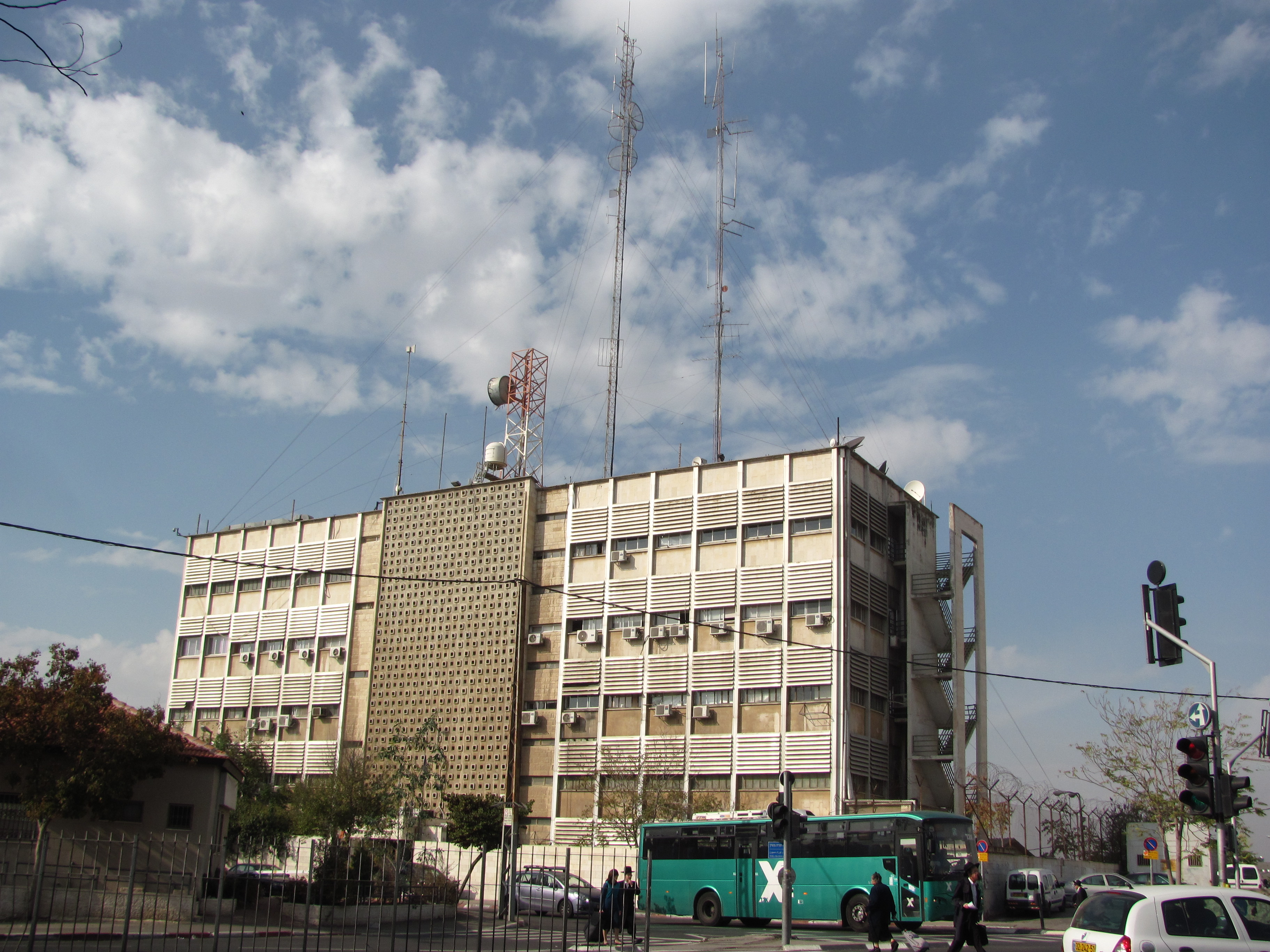
Израильское управление телерадиовещания
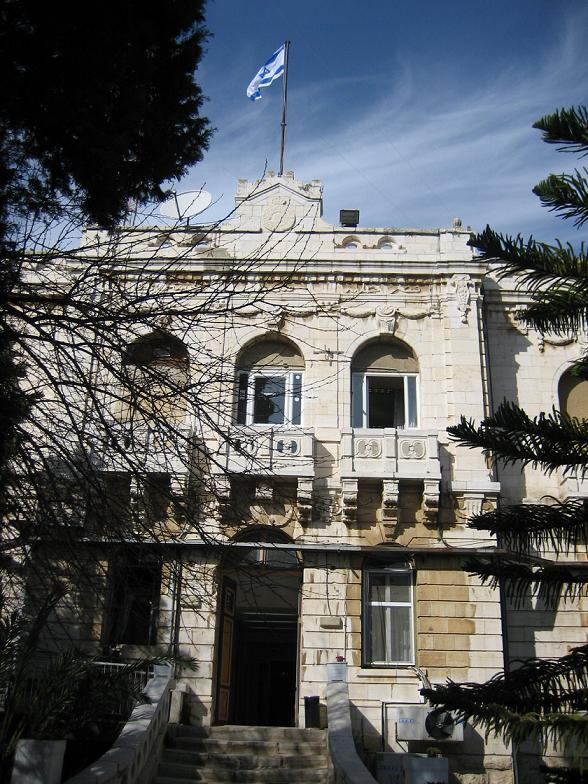
Коль Исраэль